# Fire Department of the City of New York

Logo FDNY

Fire Department of the City of New York (FDNY), pol. Straż Pożarna Miasta Nowy Jork.
FDNY jest odpowiedzialna za:
- reagowanie na pożary,

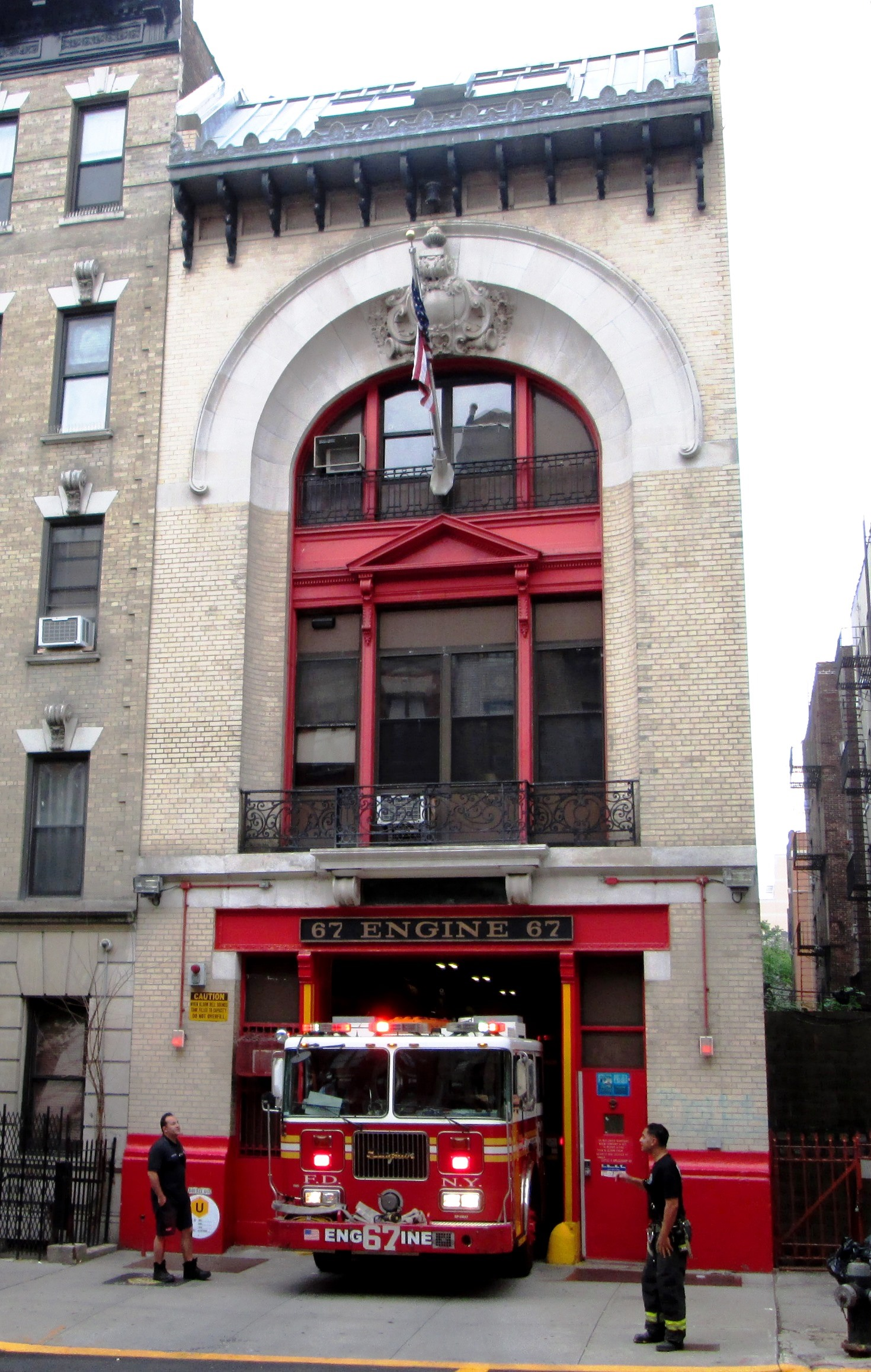
Strażnica w Nowym Yorku

- ratownictwo medyczne. Ratownictwo medyczne jest częścią FDNY od 1996 r., kiedy połączono dwa wydziały miejskie,
- ratownictwo techniczne np.: katastrofy budowlane, wypadki drogowe itd.,
- ratownictwo wodne,
- zwalczanie zagrożeń związanych z materiałami niebezpiecznymi,
- zapobieganie pożarom i edukację oraz dochodzenia śledcze.

Straż pożarna w Nowym Jorku jest największą miejską strażą pożarną w Stanach Zjednoczonych, a także drugą co do wielkości na świecie po straży pożarnej w Tokio. FDNY w 2020 r. zatrudniała:
- ponad 10,9 tys. strażaków,
- 4,2 tys. ratowników medycznych (EMS – Emergency Medical Services),
- 2 tys. pracowników cywilnych.

Motto FDNY:
- w przypadku strażaków brzmi: „Najodważniejsi w Nowym Jorku”,
- w przypadku ratowników medycznych: „Najlepsi w Nowym Jorku”.

Straż pożarna obsługuje ponad 8,5 miliona mieszkańców na obszarze 1213,3 km².
Siedziba FDNY znajduje się pod adresem 9 MetroTech Center w centrum Brooklynu, a akademia strażacka znajduje się na wyspie Randalls.
FDNY dzieli się na:
- 9 dywizji (po dwie na dzielnice, jedynie Staten Island ma jedną dywizję),
- 49 batalionów,
- 219 strażnic[3] (strażnice w Nowym Yorku są znacznie mniejsze od polskich jednostek ratowniczo-gaśniczych, np. mogą zawierać tylko jeden samochód wyjazdowy).

## Organizacja

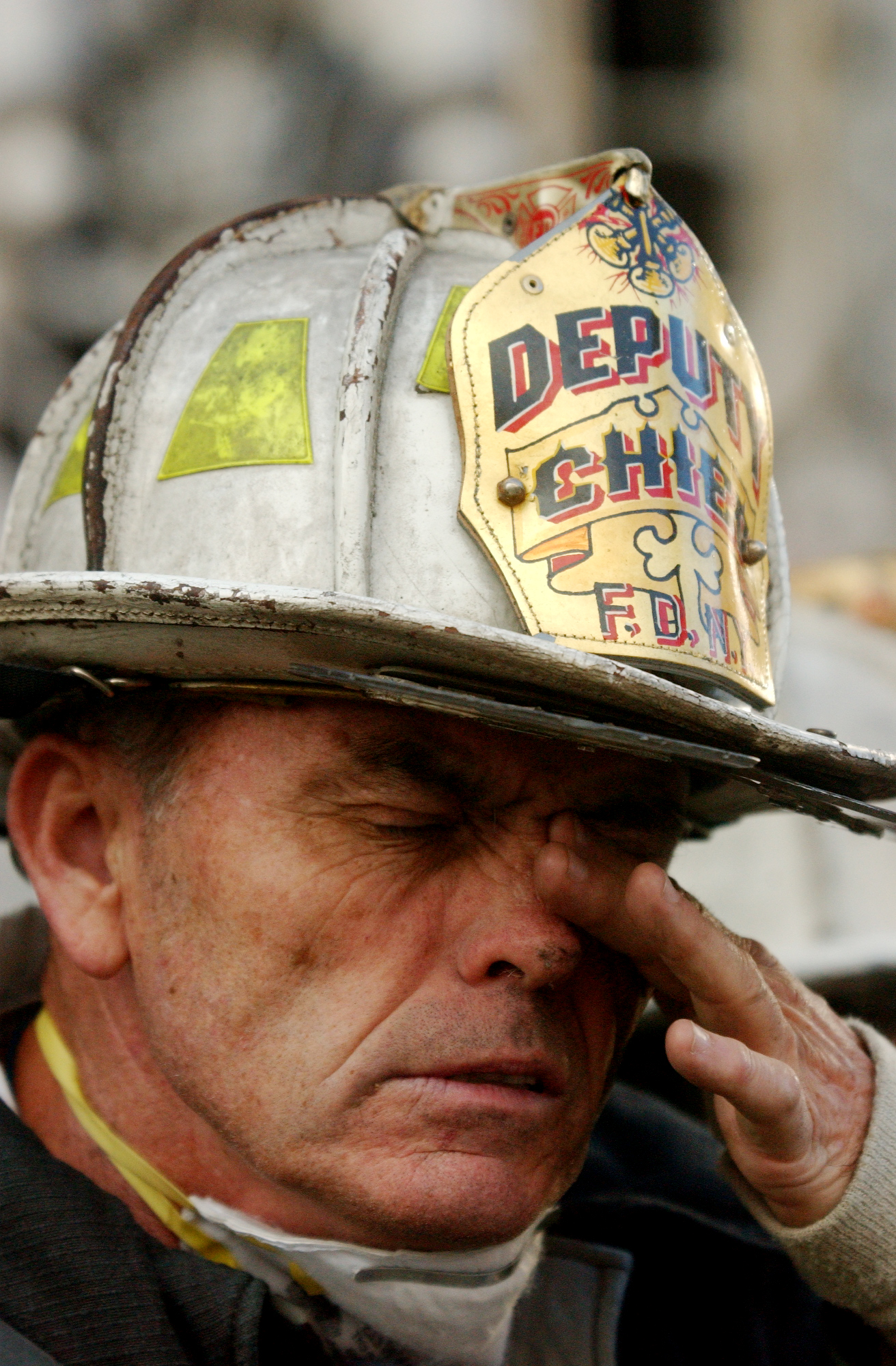
Zastępca szefa FDNY podczas akcji ratowniczej w World Trade Center po atakach z 11 września 2001 roku.

Miasto Nowy York realizuje swoje zadania poprzez departamenty. Są one kierowane przez osoby wyznaczone przez burmistrza. Departament straży pożarnej (FDNY) jest zarządzany przez cywilnego komisarza. Najwyższy rangą strażak to szef wydziału operacji przeciwpożarowych.
Finansowanie i zarządzanie jest całkowicie zależne od miasta (nie ma komendy głównej jak w Polsce).
Pod względem operacyjnym i geograficznym departament jest podzielony na pięć okręgów dla każdej z 5 dzielnic (hrabstw) Nowego Jorku. W ramach tych pięciu komend istnieje dziewięć dywizji.

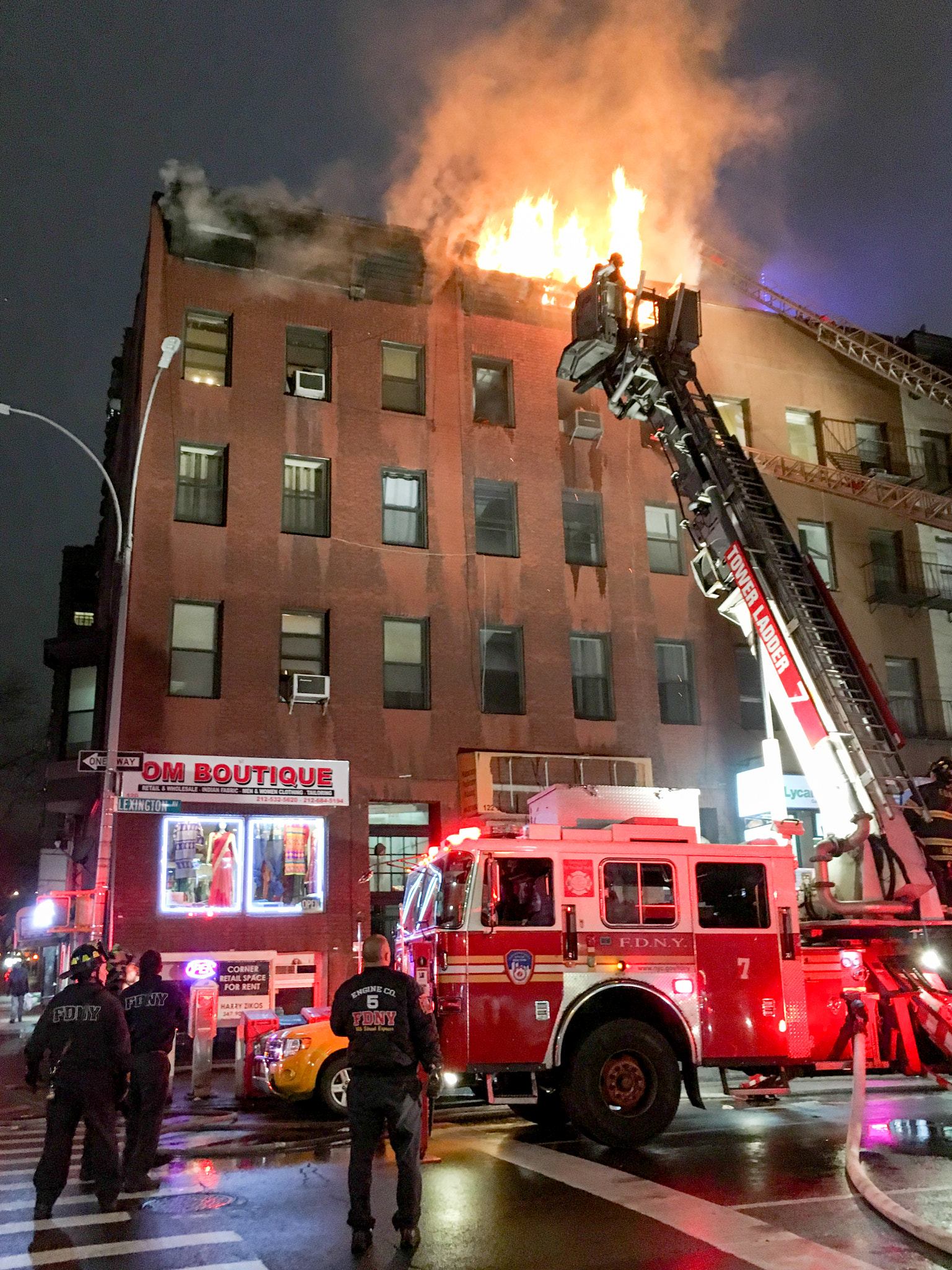
Pożar na Manhattanie

Każda dywizja dzieli się na kilka batalionów, a na czele batalionu jest szef batalionu (battalion chief). Każdy batalion składa się z trzech do ośmiu strażnic i liczy około 180–200 strażaków i oficerów.

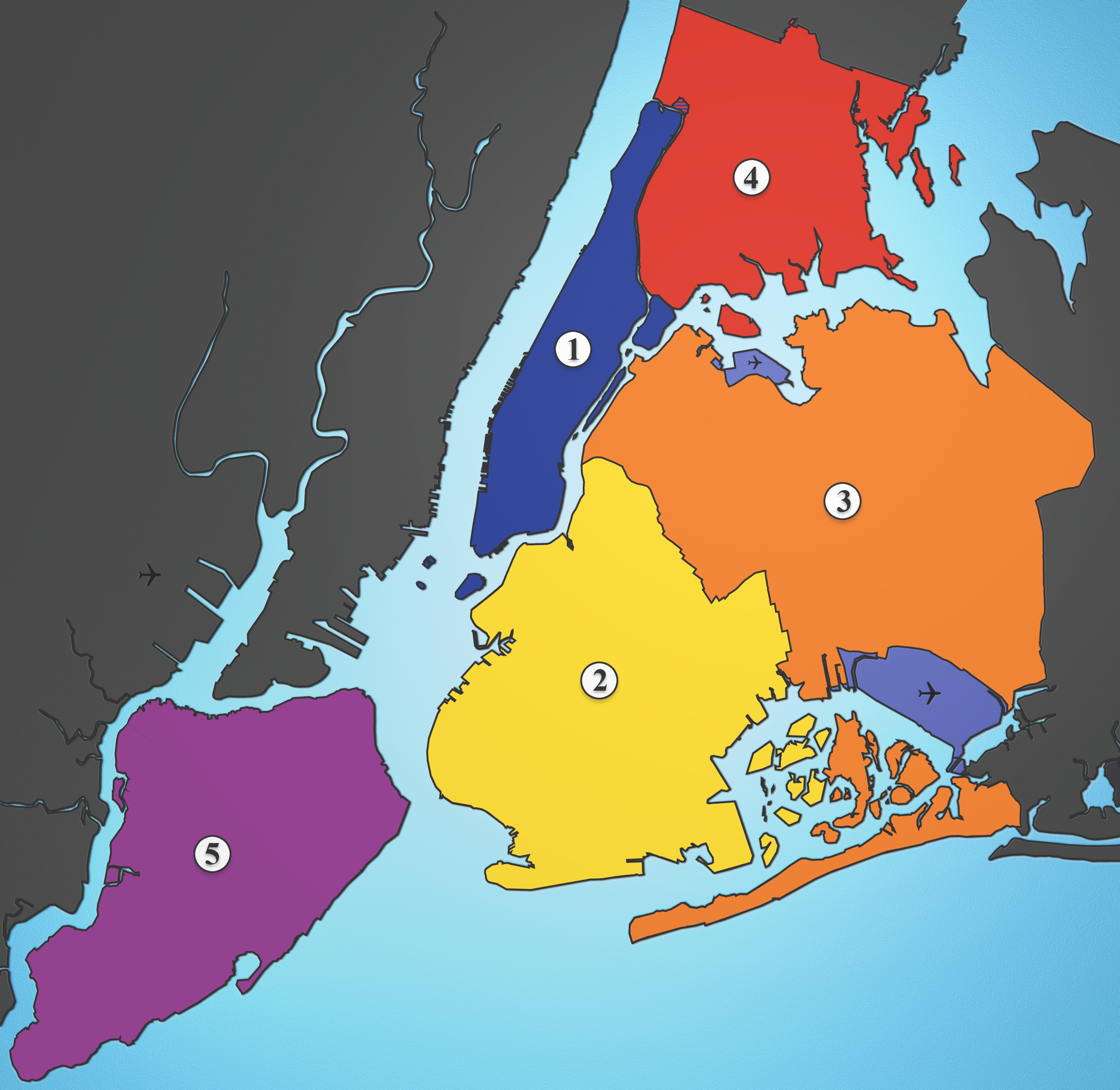
Dzielnice (hrabstwa) Nowego Yorku: 1 – Manhattan, 2 – Brooklyn, 3 – Queens, 4 – Bronx, 5 – Staten Island.

Każda strażnica składa się z jednej do trzech kompanii strażackich (kompania ma przyporządkowany jeden pojazd i obejmuje wszystkie 4 zmiany strażaków). Na czele każdej kompanii stoi kapitan, który dowodzi trzema porucznikami i 12-20 strażakami.
Tura może mieć charakter nocny (18:00–9:00) lub dzienny (9:00–18:00). W ramach systemu większość strażaków łączy tury i pracuje na 24-godzinej zmianie, po których następują trzy dni wolne. Podczas jednej tury lub zmiany każdą kompanią dowodzi oficer (porucznik lub kapitan).
Kompanie dzielą się na:
- kompanie silnikowe (engine companies) – od 4-5 strażaków. Głównie zajmują się pożarami,
- kompanie drabinowe (ladder companies) – 5 strażaków,
- kompanie ratownicze (rescue companies) – 5 strażaków,
- kompanie zespołowe (squad companies) – 5 strażaków,
- kompania materiałów niebezpiecznych (hazardous materials, często oznaczana skrótem hazmat) – 6 strażaków.

| Dzielnica Nowego Yorku | Kompanii silnikowych (engine) | Kompanii drabinowych (ladder) | Batalionów | Dywizji | Kompanii zespołowych (squad) | Kompanii ratowniczych (rescue) |
| ---------------------- | ----------------------------- | ----------------------------- | ---------- | ------- | ---------------------------- | ------------------------------ |
| Manhattan              | 41                            | 32                            | 12         | 2       | 1                            | 1                              |
| Brooklyn               | 61                            | 39                            | 16         | 2       | 2                            | 1                              |
| Bronx                  | 30                            | 27                            | 9          | 2       | 2                            | 1                              |
| Queens                 | 48                            | 33                            | 9          | 2       | 2                            | 1                              |
| Staten Island          | 17                            | 12                            | 3          | 1       | 1                            | 1                              |
| SUMA                   | 197                           | 143                           | 49         | 9       | 8                            | 5                              |

Straż, oprócz pożarów, reaguję na:
- wypadki samochodowe,
- ewakuacje,
- awarie gazowe,
- uwięzienia w windach,
- wypadki na budowie,
- osunięcia ziemi,
- eksplozje,
- zdarzenia w transporcie np. metrze,
- katastrofy budowlane,
- incydenty z materiałami niebezpiecznymi,
- nagłe przypadki medyczne i wiele innych (pogotowie ratunkowe jest częścią straży pożarnej w Nowym Yorku).

## Historia

### 1648–1865

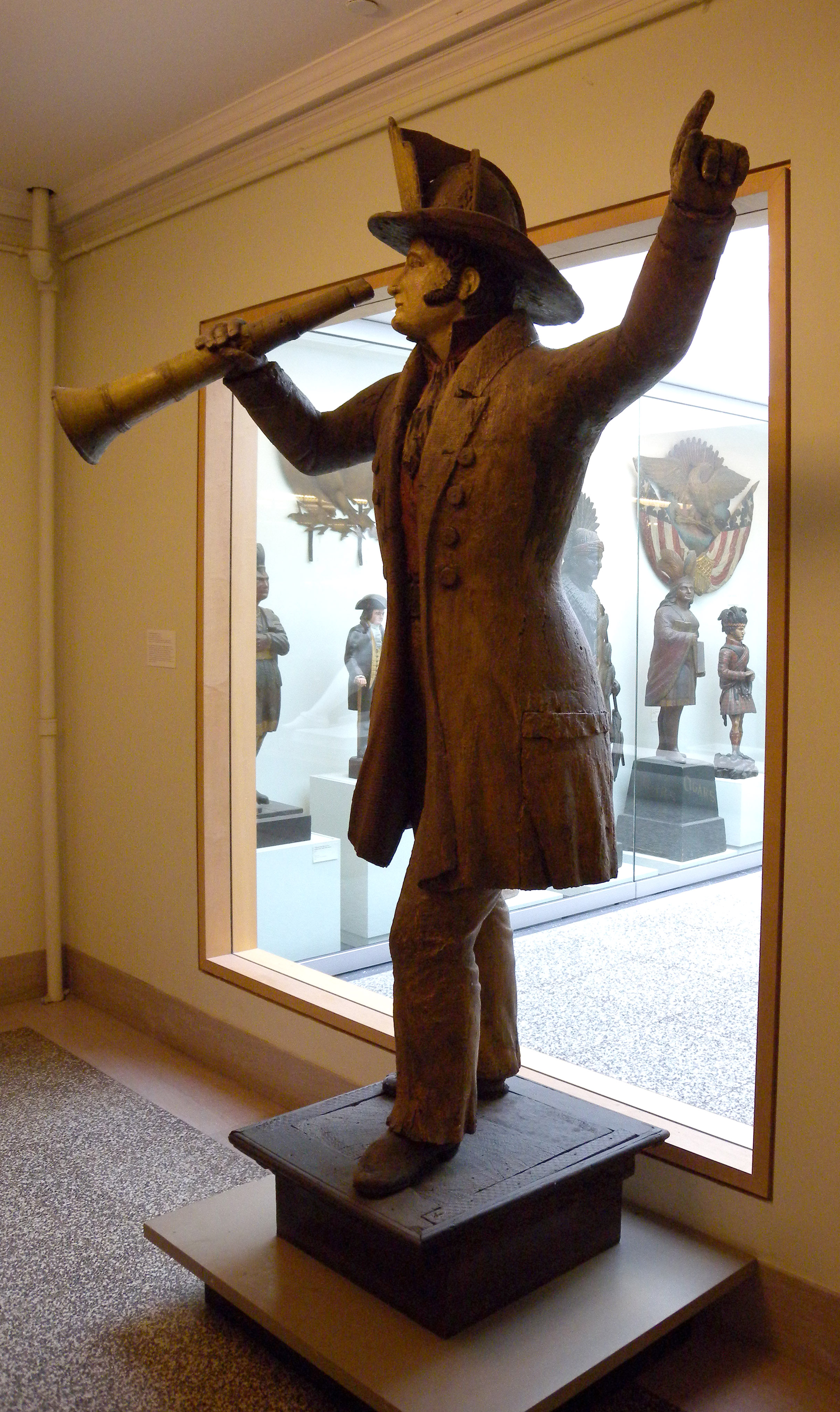
Strażak z połowy XIX w.

Początki nowojorskiej straży pożarnej sięgają roku 1648, kiedy to w ówczesnej holenderskiej osadzie Nowy Amsterdam wydano pierwsze rozporządzenie przeciwpożarowe. Peter Stuyvesant w ciągu roku od przybycia mianował czterech strażaków. Kontrolowali kominy drewnianych domów krytych strzechą. Nakładali kary na właścicieli, których kominy były niewłaściwie czyszczone. Pierwszymi strażakami byli Martin Krieger, Thomas Hall, Adrian Wyser i George Woolsey.

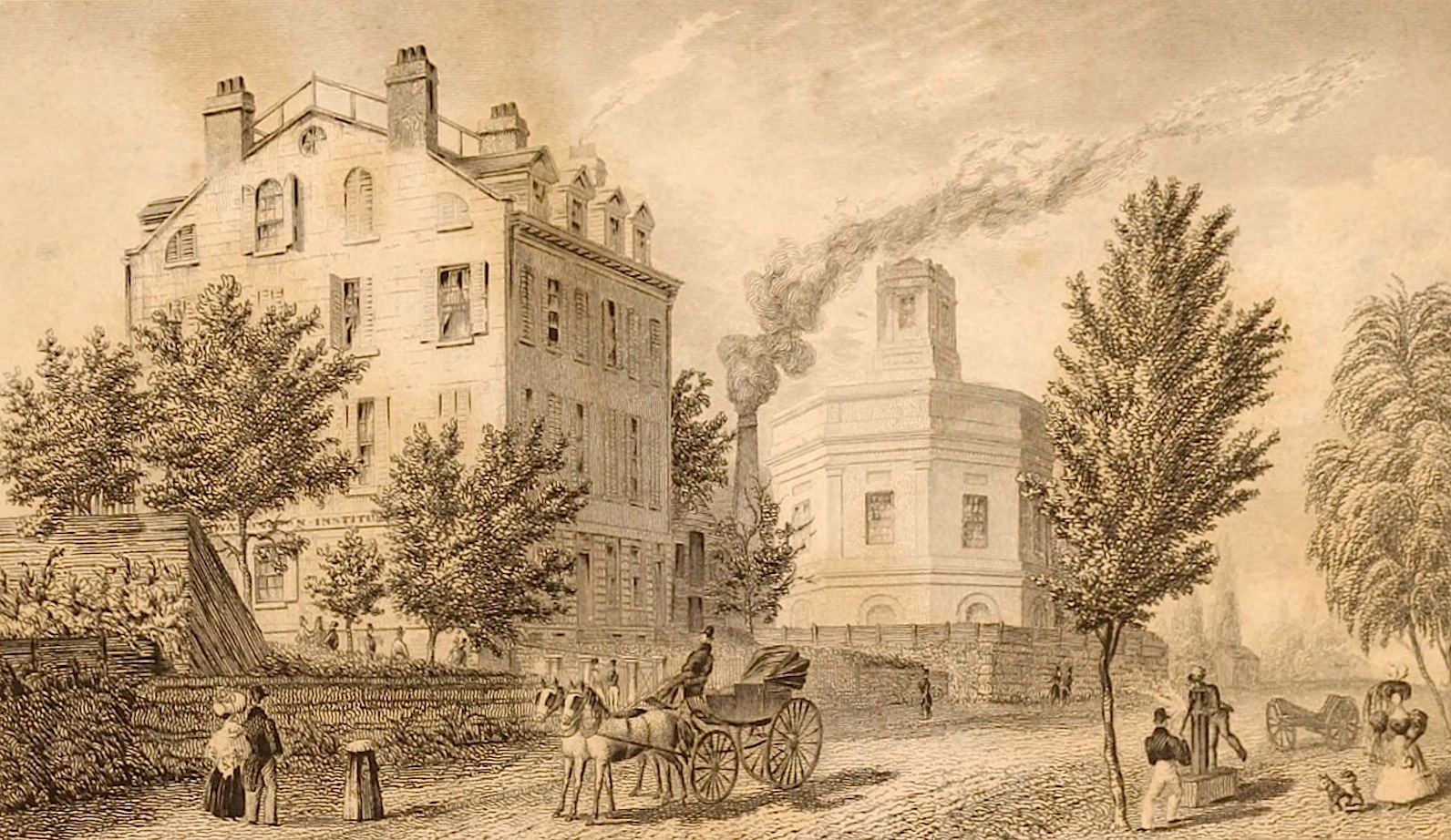
W tle pierwszy zbiornik przeciwpożarowy, 1831 rok

Haki, drabiny i wiadra finansowano z kar za źle czyszczone kominy. Utworzono także straż pożarną, składającą się z ośmiu strażaków, których wylosowano z populacji męskiej. Patrolowali ulice z wiadrami, drabinami i hakami od dziewiątej wieczorem do świtu.
W 1664 roku Nowy Amsterdam stał się osadą angielską i przemianowano go na Nowy Jork. Pierwsza nowojorska straż pożarna weszła do służby w 1731 roku i była wyposażona w dwa pojazdy z ręcznymi pompami, które zostały przetransportowane z Londynu. Wokół tego utworzono Engine Company 1 i Engine Company 2. Były to pierwsze pojazdy strażackie użyte w koloniach amerykańskich, a wszyscy pełnosprawni obywatele mieli obowiązek zareagować na alarm pożarowy i wziąć udział w gaszeniu pod nadzorem radnych.
Pierwszą w mieście remizę strażacką zbudowano w 1736 roku przed ratuszem przy Broad Street. 16 grudnia 1737 roku, Zgromadzenie Ogólne kolonii utworzyło Ochotniczą Straż Pożarną miasta. Wyznaczono 30 ludzi, którzy mieli czuwać na wezwanie w zamian za zwolnienie z obowiązków ławy przysięgłych i milicji.
Chociaż ustawa z 1737 r. stworzyła podstawę straży pożarnej, faktyczna osobowość prawna została zarejestrowana w stanie Nowy Jork w dniu 20 marca 1798 r. pod nazwą „Fire Department, City of New York”.
W 1845 roku wybuchł wielki pożar na Manhattanie, a został stłumiony tego samego popołudnia. W pożarze zginęło czterech strażaków, 26 cywilów. Zniszczeniu uległo 345 budynków.

### 1865–1898

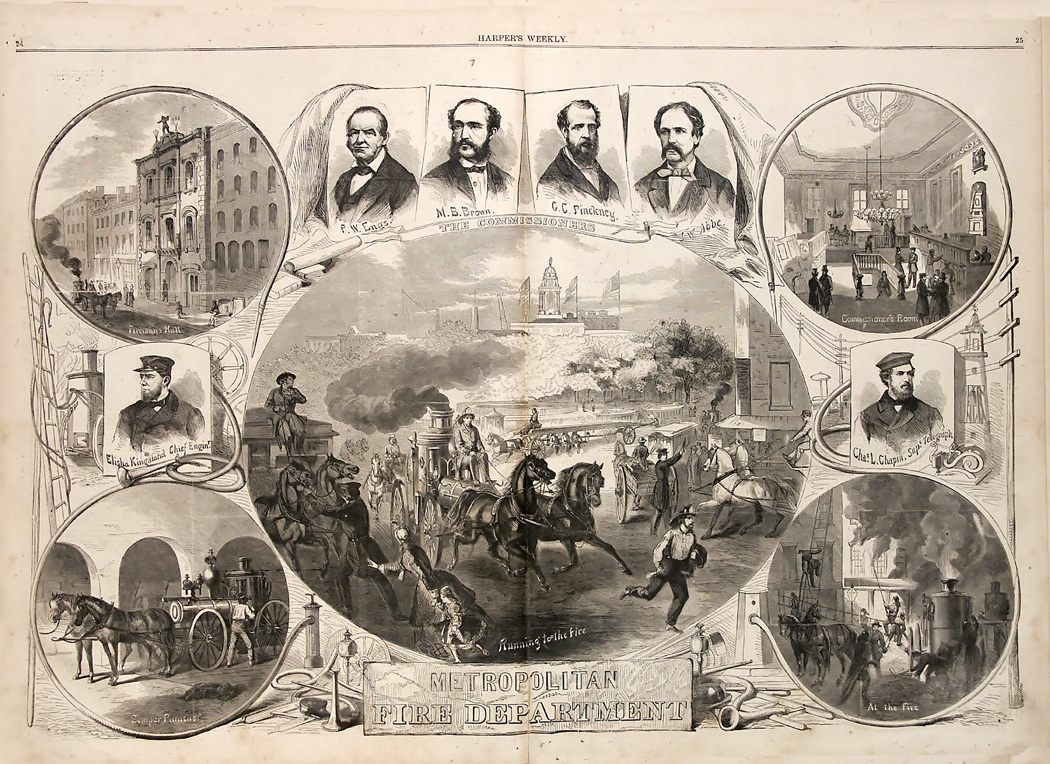
Oryginalna karta upamiętniająca oficjalne utworzenie Metropolitalnej Straży Pożarnej.

W 1865 r. ustawą państwową zlikwidowano ochotniczą straż pożarną, tworząc Metropolitalny Okręg Ogniowy i Metropolitalną Straż Pożarną (MFD). Kontrola nad miastami Nowy Jork i Brooklyn została przekazana gubernatorowi. W tym okresie nigdy nie doszło do skutecznego połączenia straży pożarnej obu miast. Dopiero po konsolidacji w 1898 roku oba miasta zostały połączone w ramach jednej wspólnej organizacji. Zmiana spotkała się z protestem obywateli. Miejskie firmy ubezpieczeniowe ostatecznie wygrały bitwę i zastąpiły ochotników zawodowymi strażakami. Członkowie straży pożarnej byli wybierani głównie spośród byłych ochotników. Pozostałości po ochotnikach, łącznie z remizami strażackimi, zostały przejęte przez państwo. Gubernator wykorzystał poprzednie struktury do utworzenia nowej organizacji i stworzenia podstaw obecnego FDNY. Metropolitalna Straż Pożarna przetrwała do 1870 r., kiedy to Karta Tweedowa zniosła kontrolę państwa w mieście. W rezultacie utworzono nową Radę Komisarzy ds. Pożarnictwa i przywrócono pierwotną nazwę Straży Pożarnej Miasta Nowy Jork (FDNY).

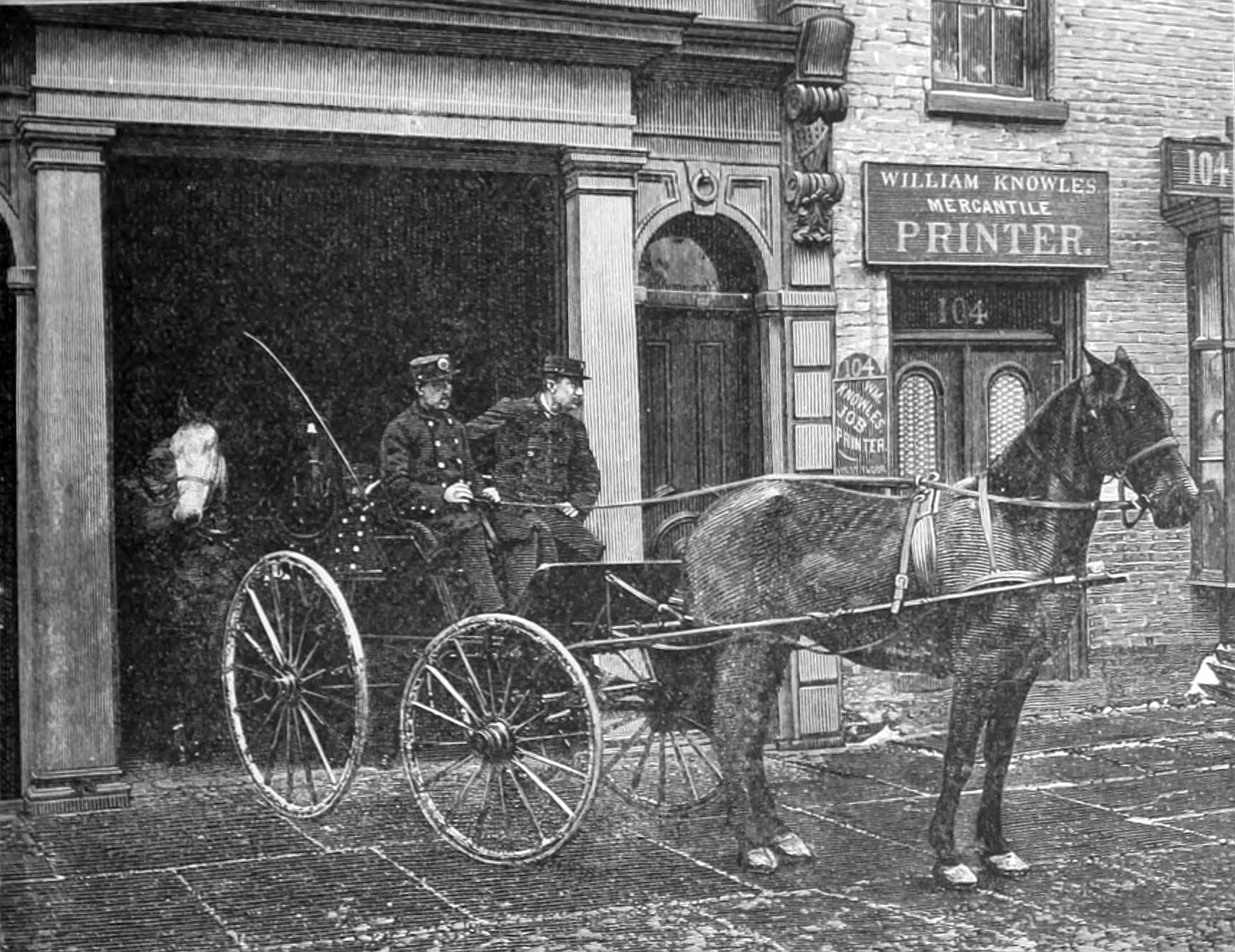
Szef batalionu John J. Bresnan (po lewej) odpowiada na wezwanie w 1887 r.

Początkowo zawodowa straż pożarna obejmowała jedynie dzisiejszy Manhattan, aż do aktu z 1865 roku, który połączył Brooklyn z Manhattanem, tworząc Dystrykt Metropolitalny. W tym samym roku straż pożarna liczyła 13 starszych oficerów oraz 552 oficerów kompanii i strażaków. Funkcjonariusze pracowali w trybie ciągłym, z trzema godzinami dziennie wolnymi na posiłki i jednym dniem wolnym w miesiącu. Otrzymywali wynagrodzenie zależne od stopnia.
W 1865 r. przyjęto także pierwsze przepisy, chociaż były one dość rygorystyczne i restrykcyjne. Po kilku dużych pożarach w 1866 roku (które spowodowały wzrost stawek ubezpieczeniowych) pod dowództwem generała Aleksandra Shalera zreorganizowano straż pożarną. W 1870 roku w Straży Pożarnej wprowadzono system awansów za zasługi. Południowo-zachodnie hrabstwo Westchester (które później stało się zachodnim Bronxem) zostało zaanektowane przez Nowy Jork w 1874 roku; w rezultacie wolontariusze zostali wycofani i zastąpieni przez oddział zawodowy.

### 1898–2001

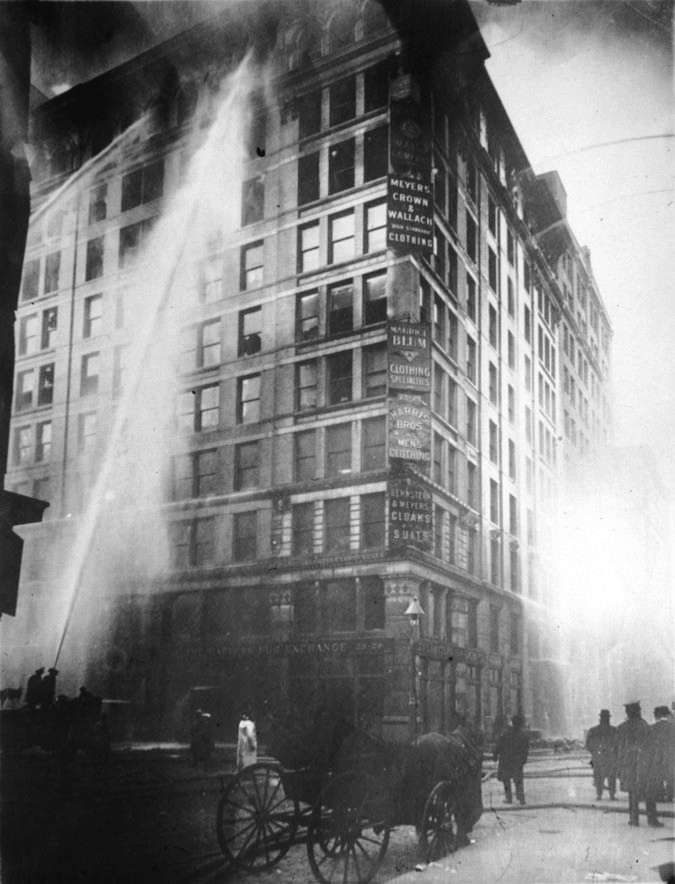
Pożar fabryki Triangle Shirtwaist w dniu 25 marca 1911 r

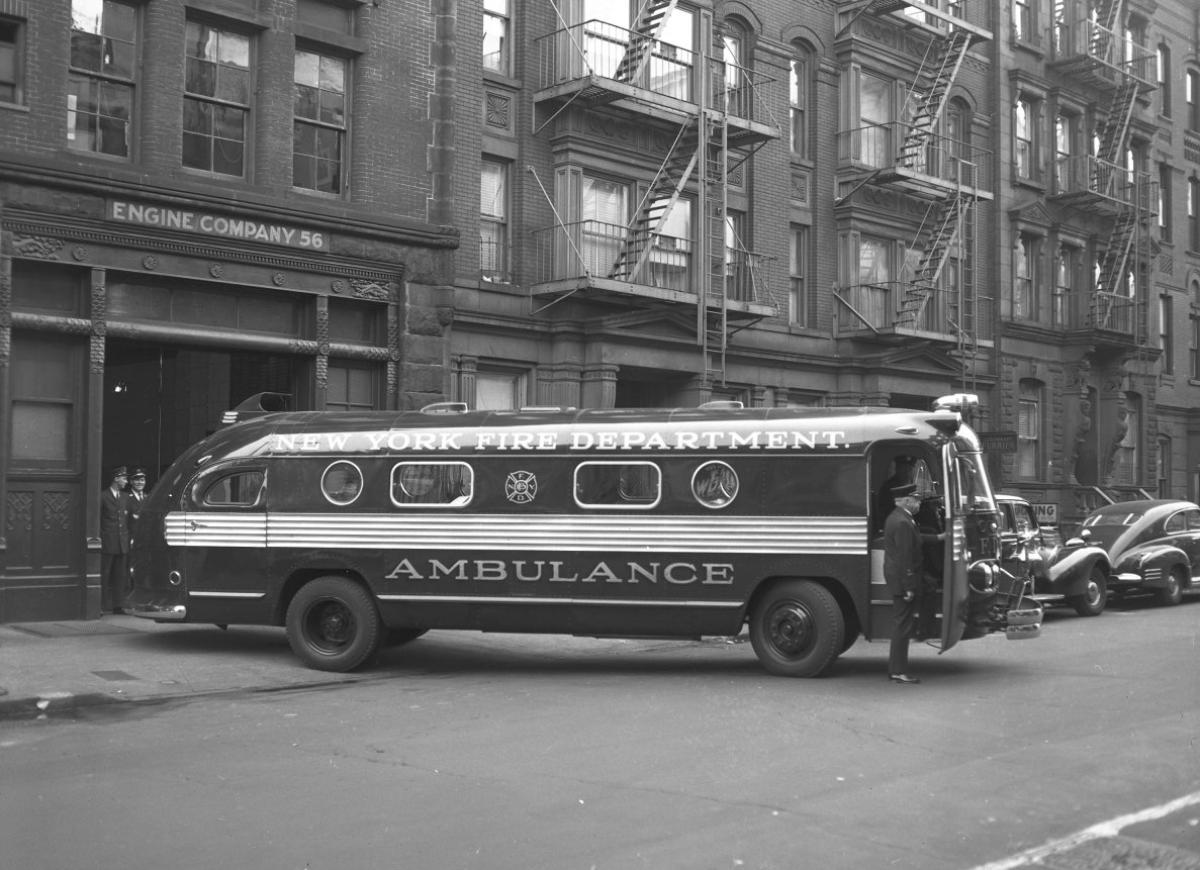
Karetka FDNY w 1949 r

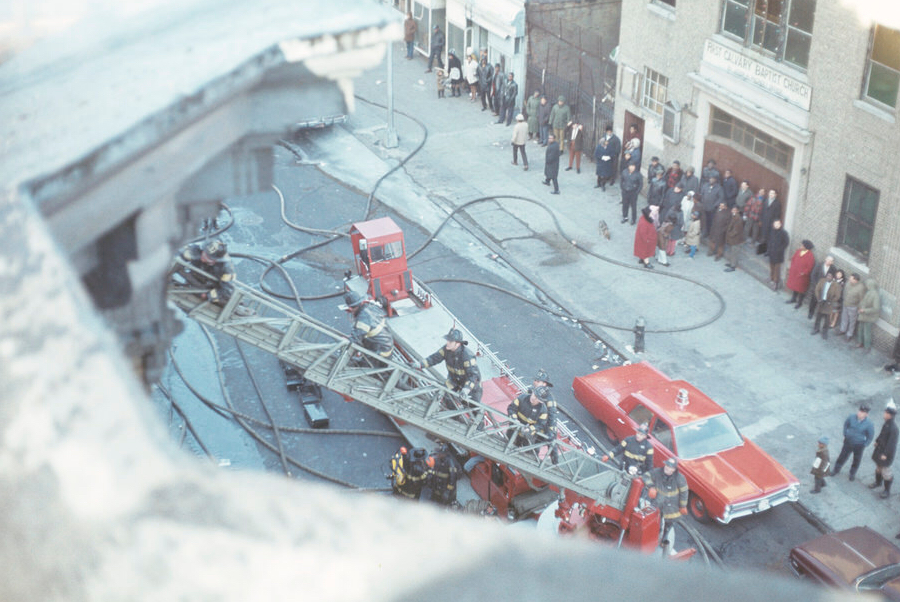
FDNY w styczniu 1969 r

1 stycznia 1898 roku połączono różne obszary Nowego Jorku, co wprowadziło Straż Pożarną w nową erę. Wszystkie jednostki straży pożarnej poszczególnych sekcji znalazły się pod jednolitym dowództwem pierwszego w historii komisarza. W tym samym roku Richmond (obecnie Staten Island) stało się częścią miasta Nowy Jork. Jednak tamtejsze jednostki ochotnicze pozostały na miejscu, dopóki nie zostały stopniowo zastąpione jednostkami zawodowymi w latach:
- 1915,
- 1928,
- 1932,
- 1937.

Pozostały tylko dwie jednostki ochotnicze.
Ujednolicenie Straży Pożarnej, które nastąpiło w 1898 r., otworzyło drogę do wielu zmian. W 1909 roku straż pożarna otrzymała pierwszą sztukę zmotoryzowanego sprzętu. 25 marca 1911 r. w pożarze firmy Triangle Shirtwaist Company zginęło 146 pracowników, z których większość stanowiły młode imigrantki. Jeszcze w tym samym roku utworzono Wyższą Szkołę Pożarniczą, a 1 maja 1913 roku utworzono Biuro Przeciwpożarowe.
23 listopada 1965 r. nowy burmistrz Lindsay ogłosił mianowanie Roberta O. Lowery’ego na komisarza straży pożarnej Nowego Jorku. Lowery był pierwszym Afroamerykaninem pełniącym funkcję komisarza ds. straży pożarnej w dużym amerykańskim mieście, piastował to stanowisko przez ponad siedem lat, aż do swojej rezygnacji 29 września 1973 r.
W 1977 roku Straż Pożarna Nowego Jorku ogłosiła, że kobiety mogą przystąpić do egzaminu na strażaka. Po zdaniu części pisemnej egzaminu Brenda Berkman i 89 innych kobiet nie zdały części fizycznej. Berkman złożyła pozew i wygrała sprawę. Stworzono nowy test, w którym zmieniono standardy. Brenda wraz z około 40 innymi kobietami zdała egzamin do akademii pożarniczej w 1982 roku.

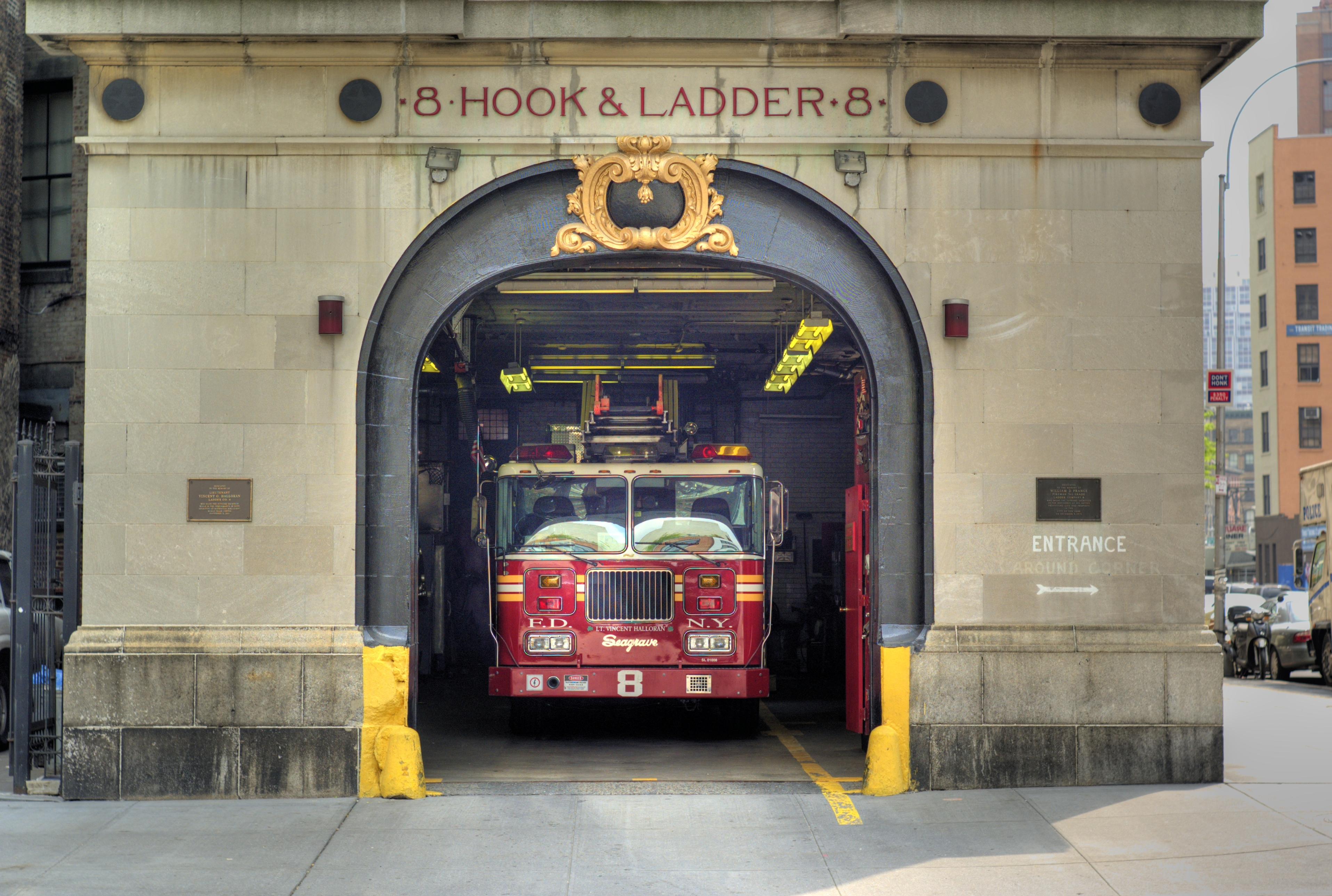
Siedziba kompanii drabinowej 8 na Manhattanie, znanej również z filmu Pogromcy duchów.

#### Ataki z 11 września 2001 r.

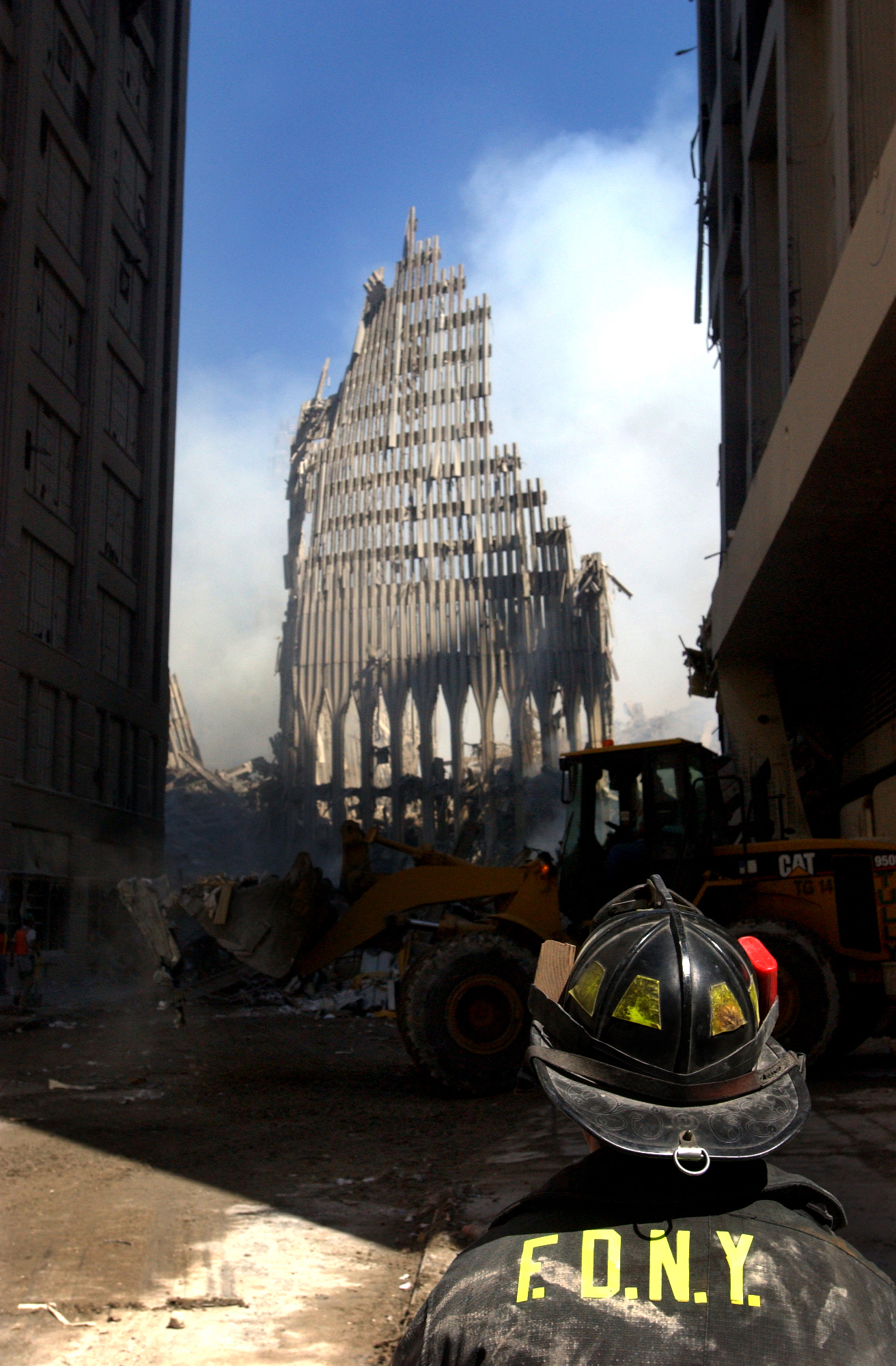
Strażak z Nowego Jorku przygląda się pozostałościom World Trade Center.

11 września 2001 roku samoloty American Airlines Flight 11 i United Airlines Flight 175 zostały porwane przez dwie grupy islamskich terrorystów powiązanych z Al-Kaidą i wleciały w północną i południową wieżę World Trade Center, powodując ogromne zniszczenia. To z kolei spowodowało zawalenie się 110-piętrowych drapaczy chmur.
Kompanie straży pożarnej FDNY i załogi EMS (ratownictwo medyczne) zostały wysłane do World Trade Center kilka minut po uderzeniu lotu 11 w północną wieżę. Gdy pierwsze przybyłe jednostki weszły do wieży, a strażacy zaczęli wspinać się po schodach, utworzono w holu centrum dowodzenia. Mobilne centrum dowodzenia zostało również utworzone na zewnątrz przy Vesey Street, ale zostało zniszczone, gdy zawaliły się wieże. Następnie utworzono stanowisko dowodzenia w remizie strażackiej w Greenwich Village. FDNY wysłała na miejsce 121 kompanii gaśniczych, 62 kompanii drabinowych, pięć kompanii ratowniczych, sześć kompanii zespołowych. Na miejscu zawalenia się wież było ponad 1000 strażaków i ratowników medycznych.

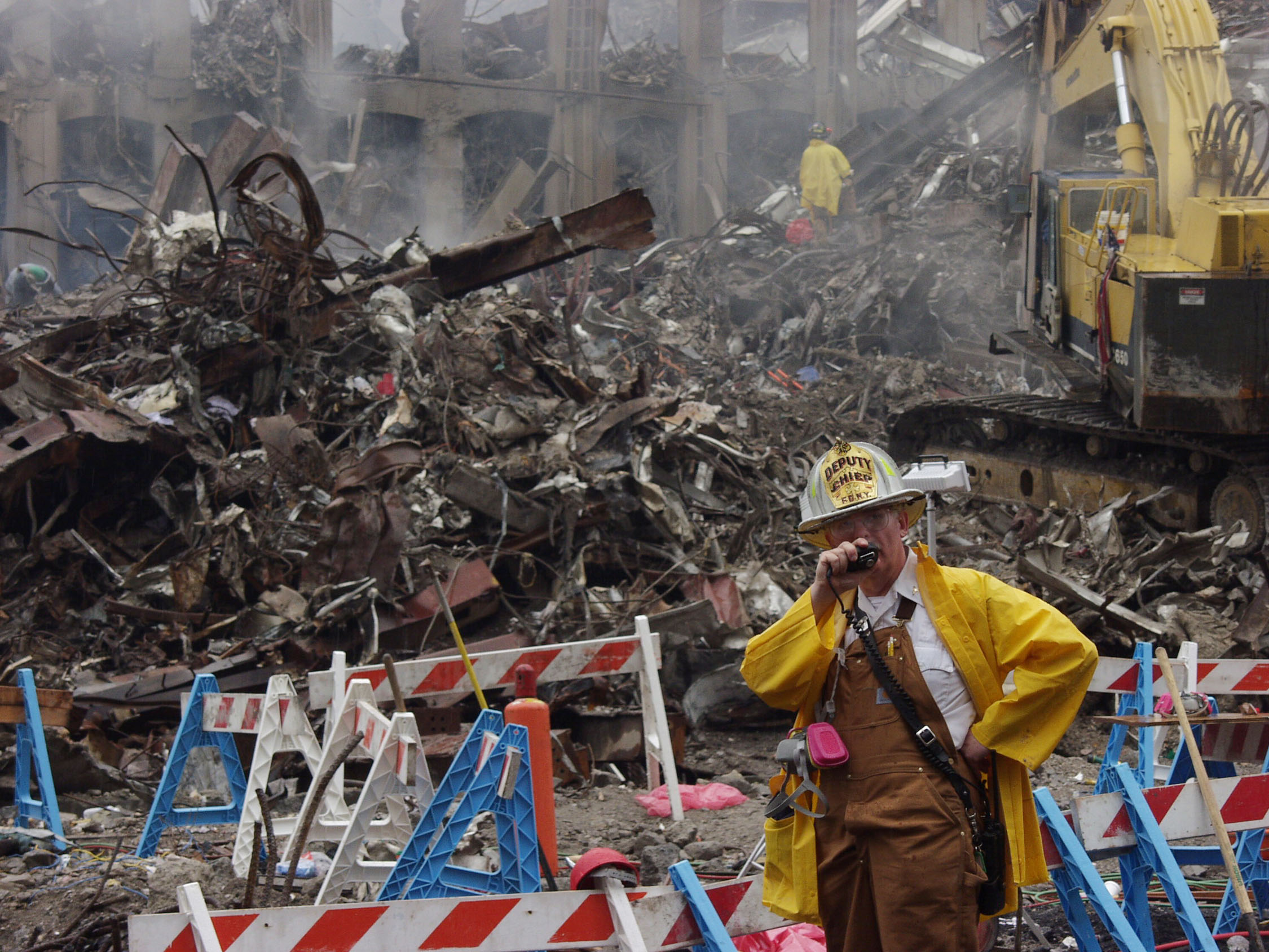
Zastępca szefa miasta Nowy Jork koordynuje działania prowadzone w World Trade Center.

Problemy z łącznością radiową spowodowały, że dowódcy stracili kontakt z wieloma strażakami, którzy weszli do wież. Strażacy nie byli w stanie usłyszeć poleceń ewakuacji. Kiedy wieże się zawaliły, setki osób zostało w nich uwięzionych, a 343 członków straży pożarnej zginęło. Wśród ofiar śmiertelnych znaleźli się: pierwszy zastępca komisarza William M. Feehan, szef departamentu Peter Ganci, kapelan wydziału Mychal Judge, szef batalionu Orio Palmer i Ronald Bucca (Fire Marshal). W następnych tygodniach odbyły się setki pogrzebów strażaków, w tym 16 w ciągu jednego dnia – 29 września 2001 r.
Po atakach czas reakcji na zdarzenia wzrosły o zaledwie jedną minutę, średnio do 5,5 minuty. Wielu ocalałych strażaków nadal pracowało na 24-godzinnych zmianach. Dołączyli do nich inni strażacy i ratownicy medyczni z innych miast USA. Wśród przybywających jednostek byli pracownicy zawodowi i wolontariusze z północy stanu Nowy Jork, Long Island, Connecticut, New Jersey, Pensylwania, Maryland, oraz Floryda.

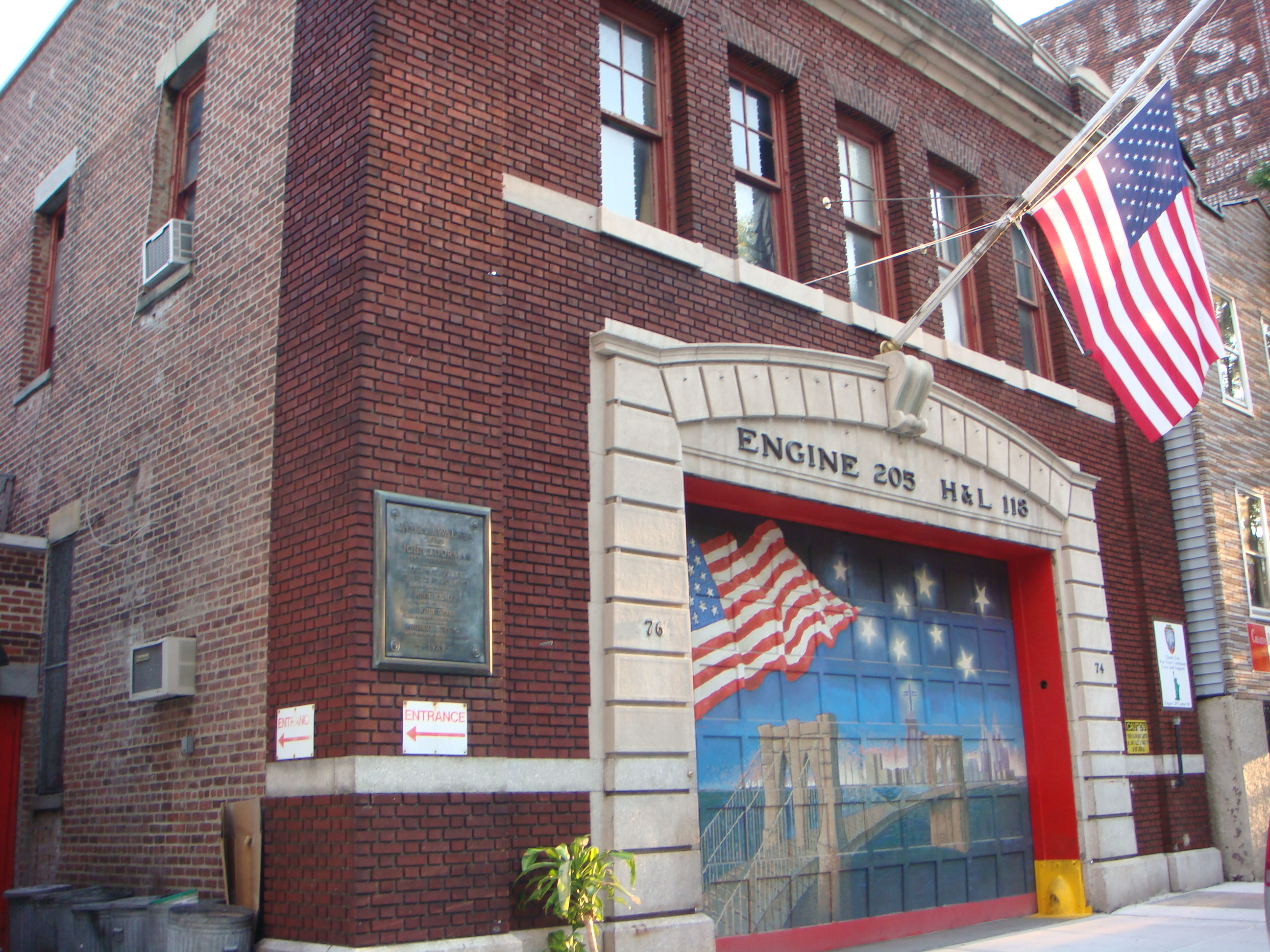
Strażnica na Brooklynie, przedstawiające mural poświęcony strażakom z 11 września.

Straż Pożarna odbudowała się i nadal służy mieszkańcom Nowego Jorku. Podczas awarii prądu w 2003 r. FDNY została wezwana do ratowania setek ludzi. Zostali oni unieruchomieni w windach w około 800 wieżowcach i apartamentowcach na Manhattanie. Cała straż pożarna została przeniesiona z całodniowej tury i prawie podwoiła łączną liczbę strażaków na turze do 3401. Strażacy walczyli także z wieloma pożarami, które według doniesień wynikały z używania świec.
W 2003 roku burmistrz Bloomberg nakazał zamknięcie sześciu jednostek straży (engine), czterech na Brooklynie (204, 209, 212, 278), jednej na Manhattanie (36) i jednej w Queens (261).
Laura Kavanagh jest obecną komisarz FDNY. Została powołana na to stanowisko przez burmistrza Nowego Jorku Erica Adamsa w lutym 2022 r. Daniel A. Nigro przeszedł na emeryturę 16 lutego 2022 r. po 8 latach pełnienia funkcji komisarza.

## Ratownictwo medyczne (Emergency Medical Services)

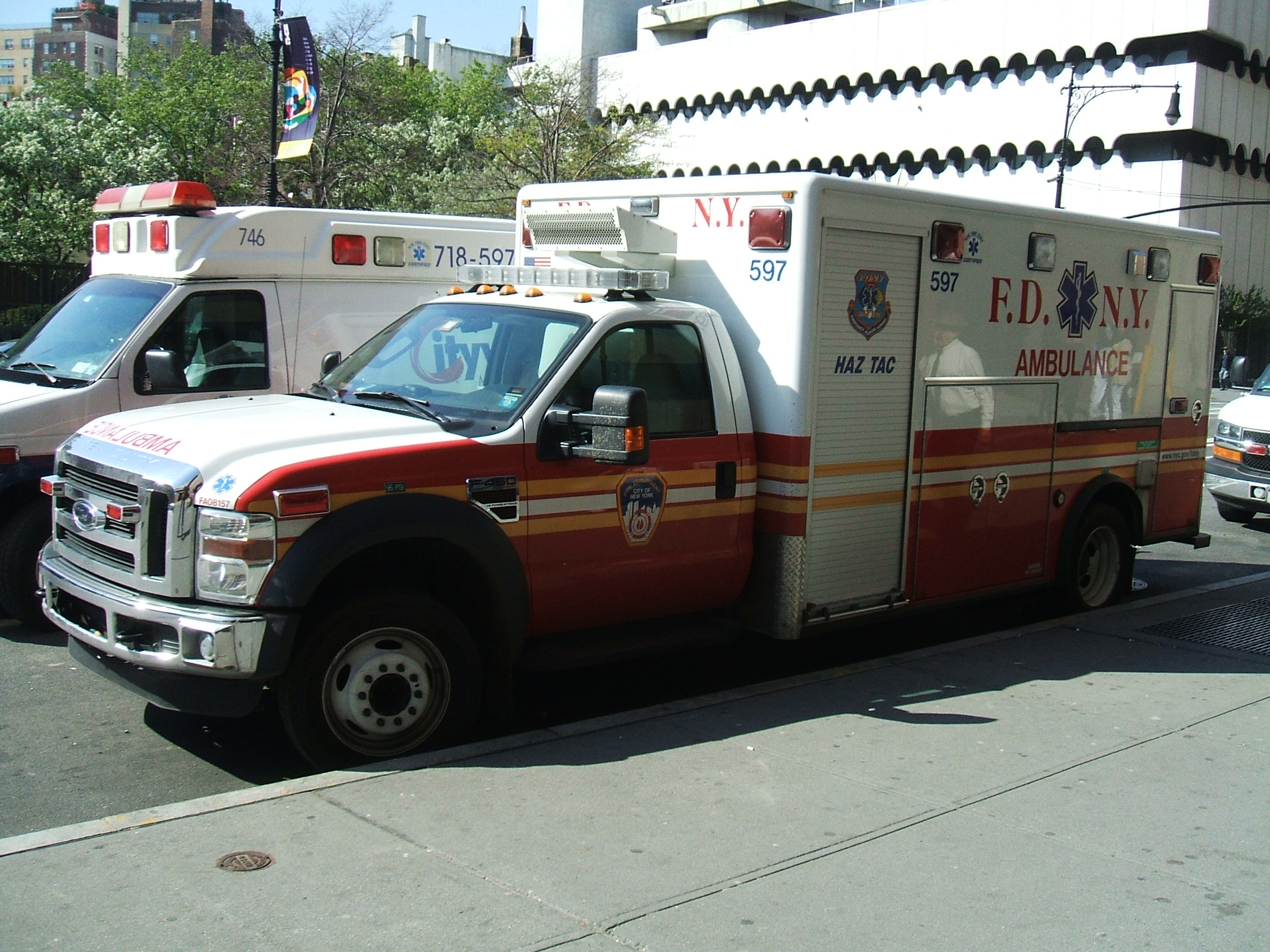
Starsza karetka Ford F-450

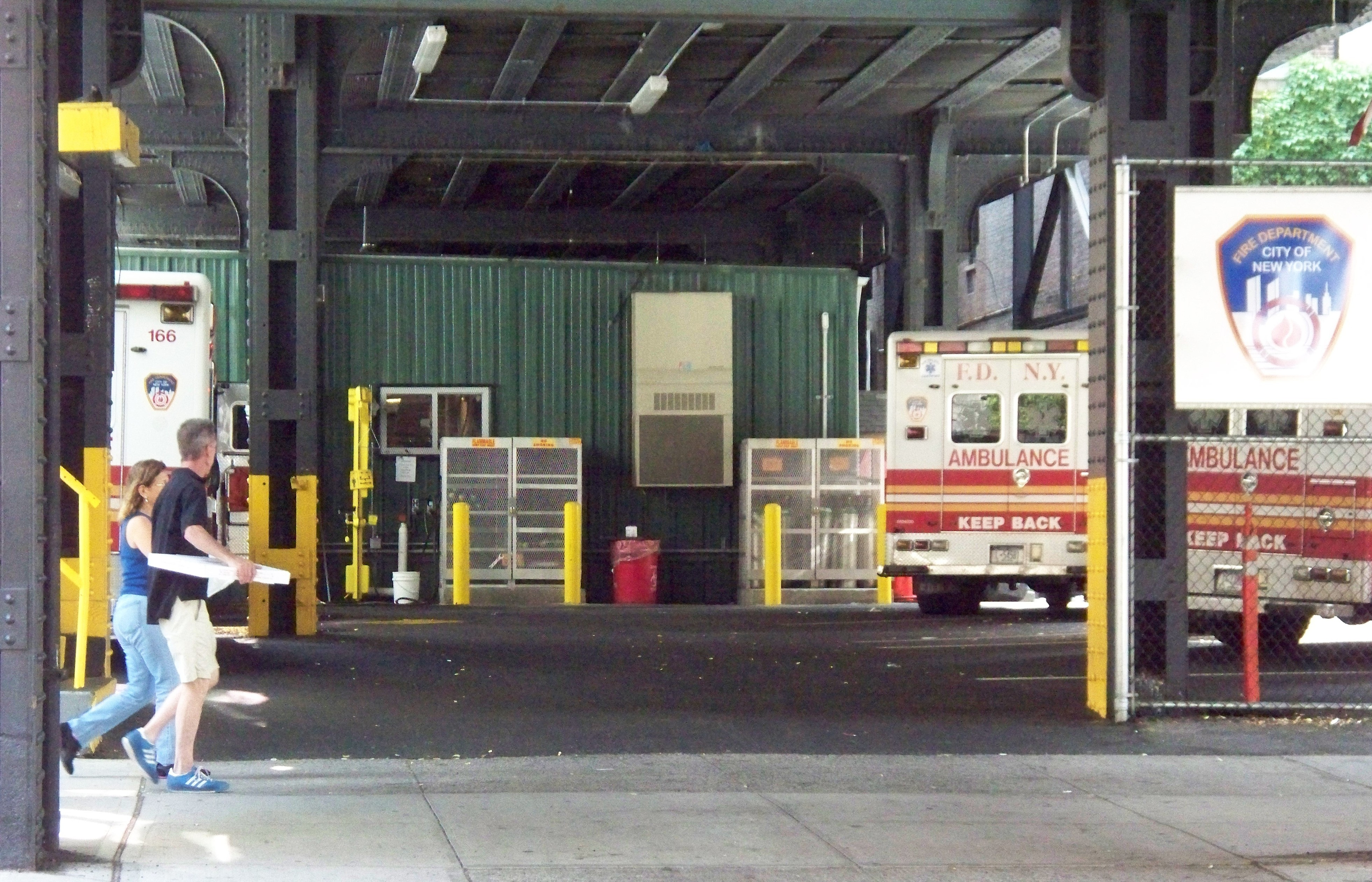
Stacja pogotowia ratunkowego

FDNY EMS wraz z ambulansami obsługiwanymi przez niektóre szpitale i firmy prywatne oraz ochotników jest największym na świecie podmiotem świadczącym opiekę przedszpitalną,. Odpowiadają na ponad 1,5 miliona połączeń rocznie. Ponad 30 proc. telefonów alarmowych obsługują podmioty prywatne, szpitale, organizacje non-profit.

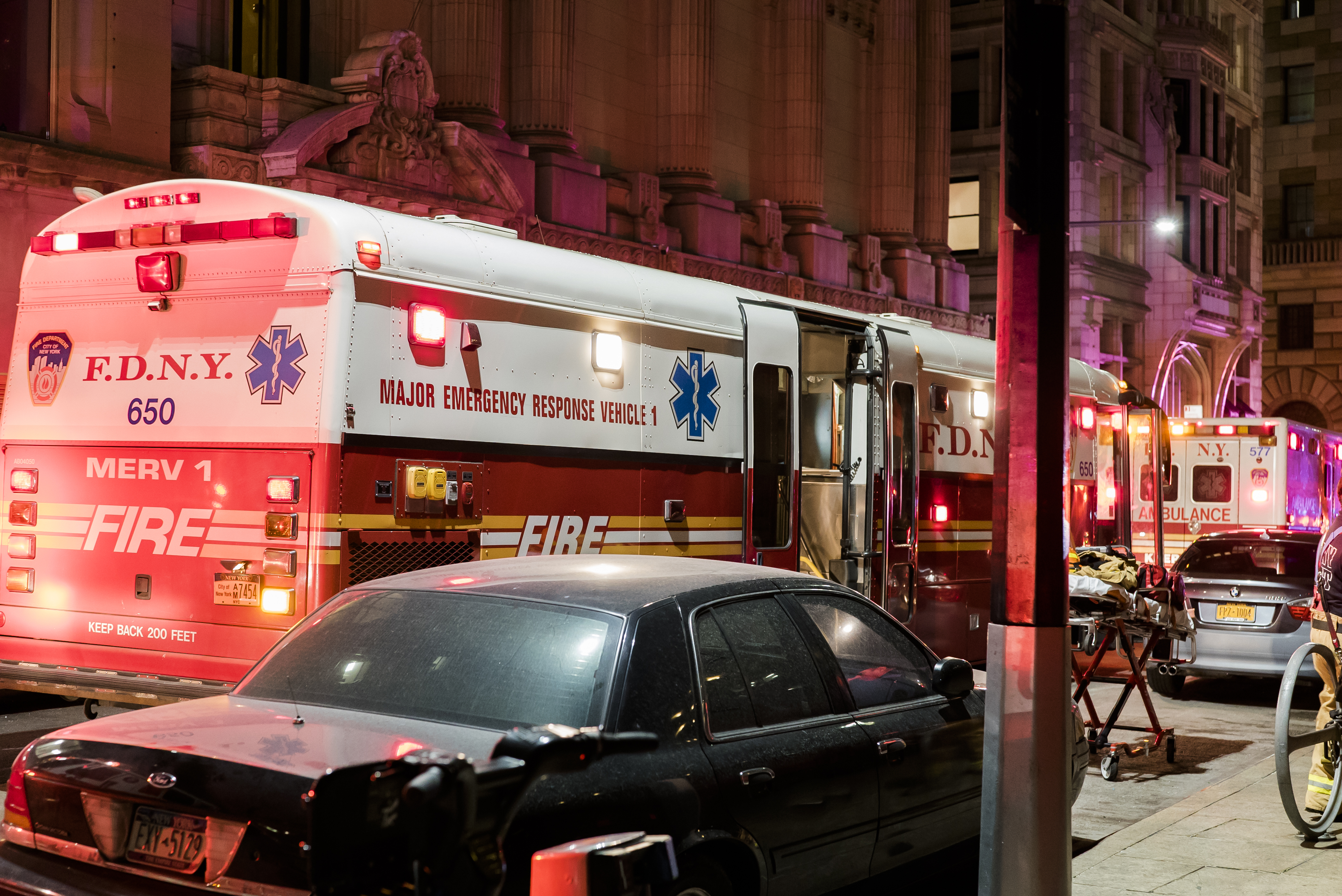
MERV-1

Wszyscy członkowie FDNY EMS są również przeszkoleni do działania z materiałami niebezpiecznymi (hazmat). Wybrana grupa 39 jednostek EMS (18 podstawowych karetek i 21 specjalistycznych karetek) jest znana jako jednostki taktyczne ds. materiałów niebezpiecznych. Członkowie Haz-Tac Ambulance są przeszkoleni do poziomu technika materiałów niebezpiecznych, co pozwala im, oprócz normalnych obowiązków przedszpitalnych, zapewniać opiekę medyczną w nagłych wypadkach i odkażanie w niebezpiecznych środowiskach. Spośród tych 39 jedenaście to także karetki pogotowia ratunkowego, których załogi są dodatkowo przeszkolone w zakresie:
- ratownictwa w przestrzeni zamkniętej,
- ratownictwa ofiar osunięcia ziemi,
- urazów zmiażdżeniowych
- ratownictwa w katastrofach budowlanych[20].

FDNY posiada:
- 37 stacji pogotowia ratunkowego,
- 450 karetek (podstawowe i specjalistyczne karetki),
- 39 ambulansów Haz-Tac (jednostki taktyczne ds. materiałów niebezpiecznych),
- 11 jednostek ratownictwa medycznego (ratownicy medyczni przeszkoleni jak Haz-Tac oraz z ratownictwa wodnego i z przestrzeni zamkniętych. Mają dodatkowe przeszkolenie i leki, które mogą wspierać lekarzy na długotrwałych akcjach ratunkowych),
- 4 pojazdy reagowania kryzysowego (MERV),
- 3 jednostki transportu ewakuacji medycznej (METU),
- 3 mobilne jednostki leczenia dróg oddechowych (MRTU),
- 2 jednostki bariatryczne wyposażone w rampę i przystosowane do szczególnie ciężkich pacjentów,
- Liczne jednostki specjalne i wsparcia np. LSU przewożące środki medyczne, generatory, namiot, oświetlenie.

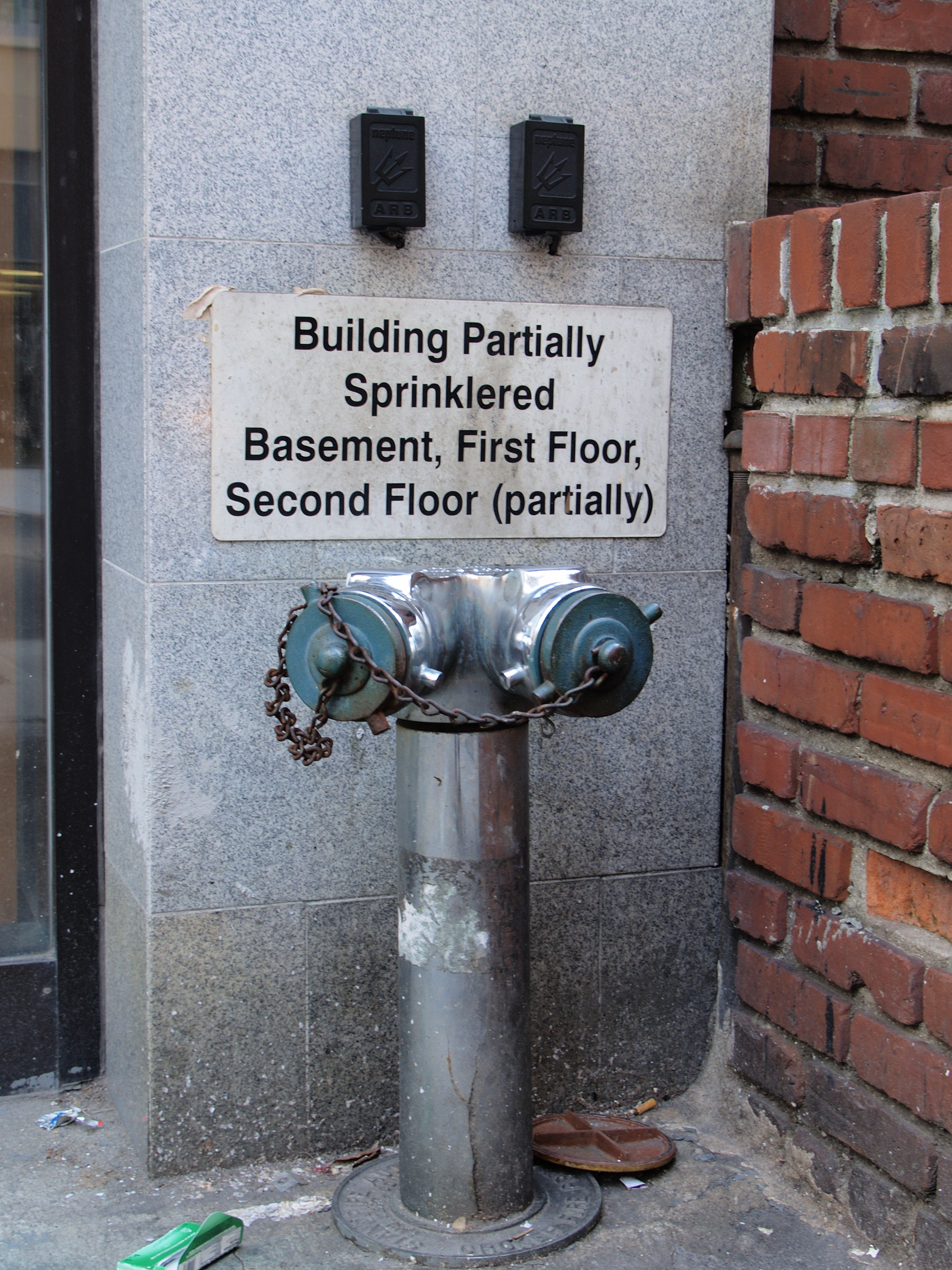
Hydrant na Manhattanie.

## Kompetencje kluczowe
Ogólnomiejski plan Systemu Zarządzania Incydentami opublikowany przez Biuro Burmistrza 14 maja 2004 r. określił kilka „podstawowych kompetencji” FDNY:
- tłumienie pożaru,
- przedszpitalną opieka medyczna w nagłych przypadkach,
- szukanie i ratowanie,
- ewakuacje,
- CBRNE /HAZMAT. Bezpieczeństwo życia i masowa dekontaminacja,
- dochodzenia w sprawie podpaleń,
- inspekcje przeciwpożarowe.

## Szkolenie
Akademia Szkoleniowa na Randall’s Island jest odpowiedzialna za wszystkie potrzeby w zakresie szkolenia strażaków w Nowym Jorku. Szkolenie wstępne odbywa się w 18-tygodniowej akademii, która obejmuje naukę w klasie i ćwiczenia sprawności fizycznej. Trening ratowników medycznych odbywa się w Akademii FDNY EMS zlokalizowanej w Fort Totten (Queens), gdzie szkolenie EMT (pierwsza pomoc) trwa 13–16 tygodni, a szkolenie ratowników medycznych – 9 miesięcy.

## Komunikacja
Istnieją dwie dyspozytornie:

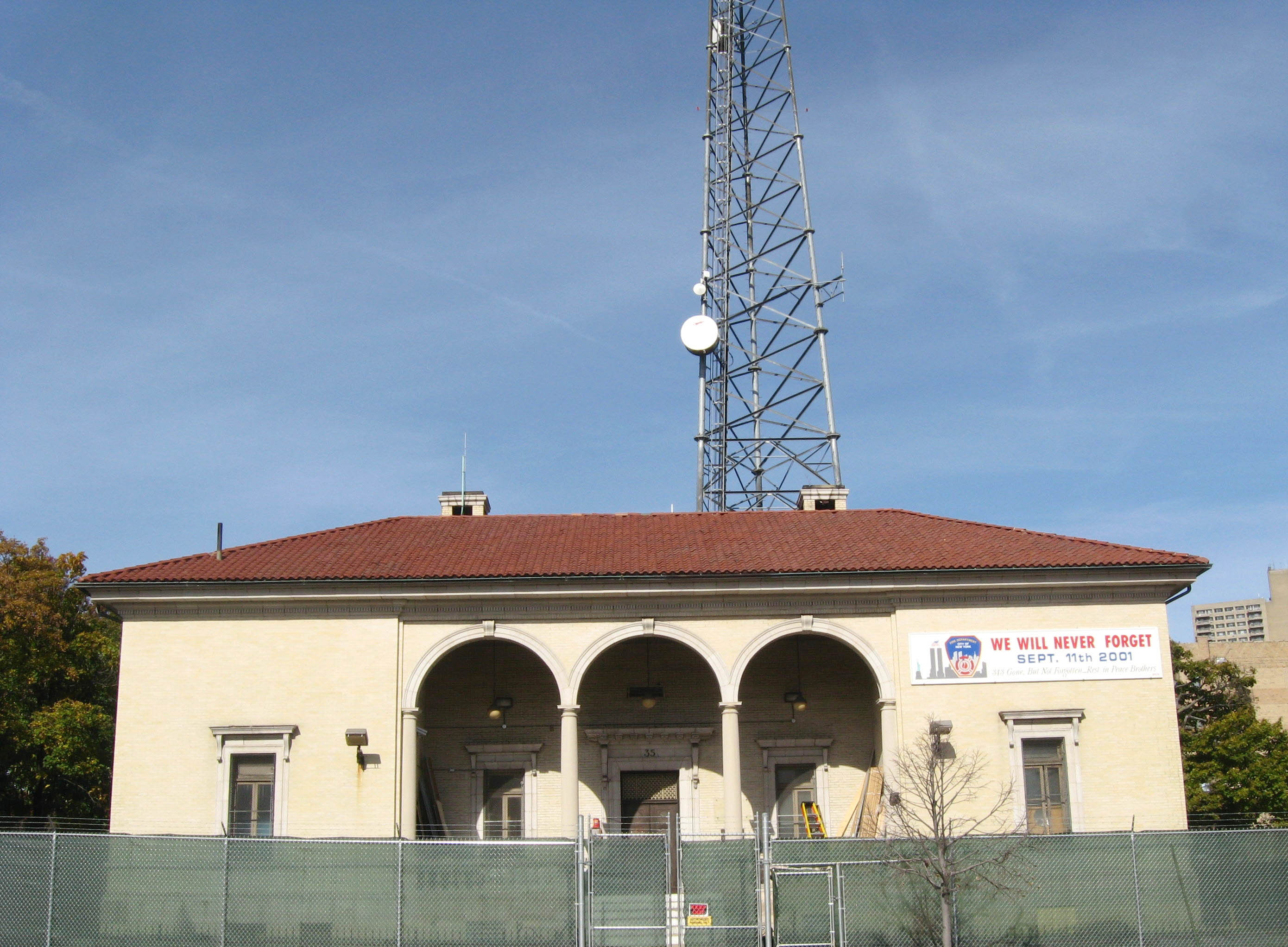
Dawne biuro łączności w Brooklynie

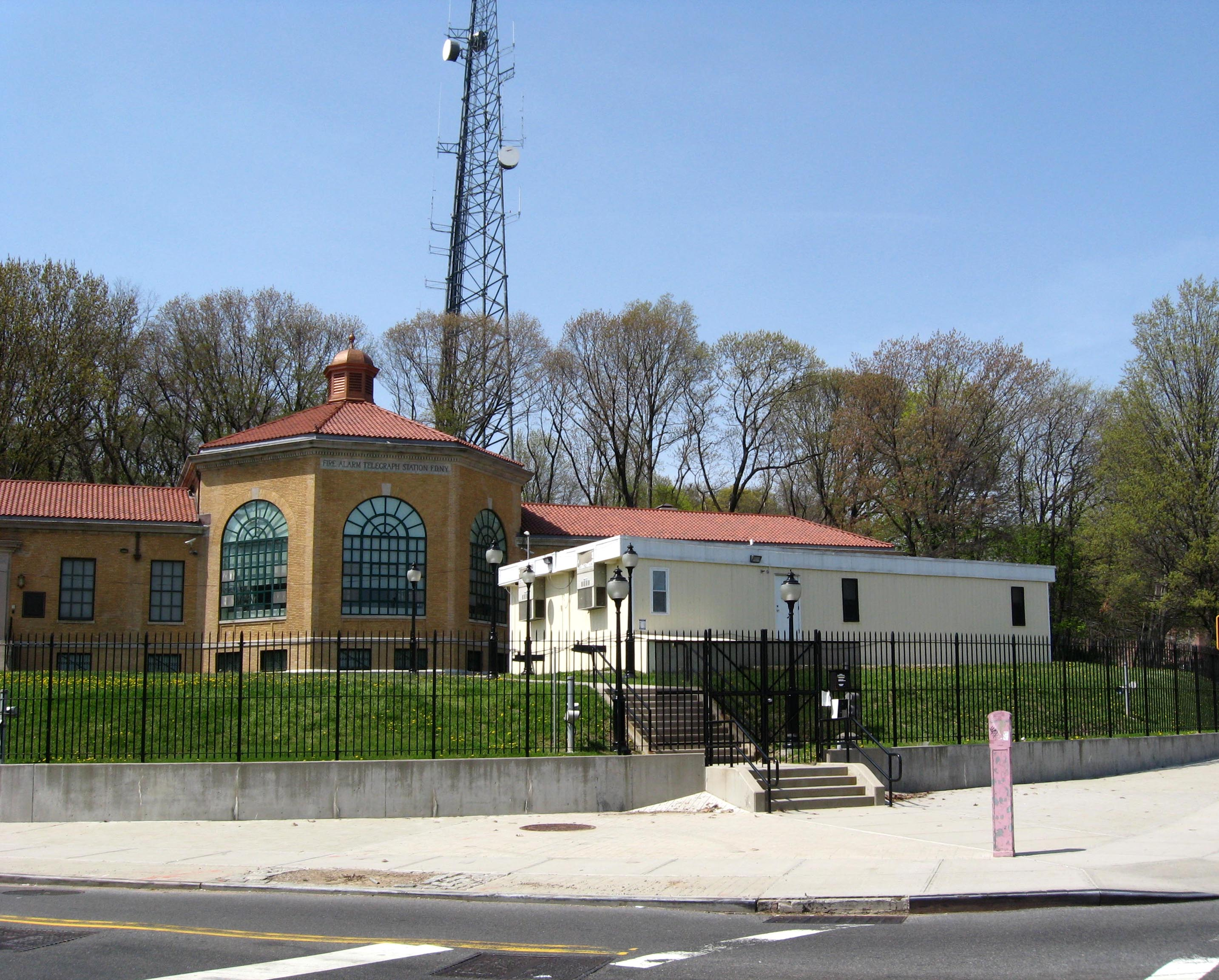
Dawne biuro łączności w Queens

- Centrum powiadamiania o bezpieczeństwie publicznym 1 (PSAC 1) zlokalizowane pod adresem 11 Metrotech Center na Brooklynie;
- Centrum powiadamiania o bezpieczeństwie publicznym 2 (PSAC 2) zlokalizowane pod adresem 350 Marconi Street w Bronksie.

PSAC 1 obejmuje Brooklyn, Staten Island i Citywide, które od października 2020 r. stanowi część Wspólnego Centrum Operacyjnego. PSAC 2 obejmuje Bronx, Manhattan i Queens.
Cały proces od pierwszego powiadomienia do wysłania jednostki może zająć do dwóch minut, w zależności od złożoności połączenia, informacji dostarczonych przez osobę dzwoniącą oraz stopnia innej aktywności alarmowej w biurze. Jeśli dyspozytornia jest tak zajęta, że wszystkie przychodzące linie alarmowe są zajęte lub nie zostaną odebrane w ciągu 30 sekund, połączenie zostanie automatycznie przekazane do innej dyspozytorni..

### Odbiór i przesyłanie alarmów

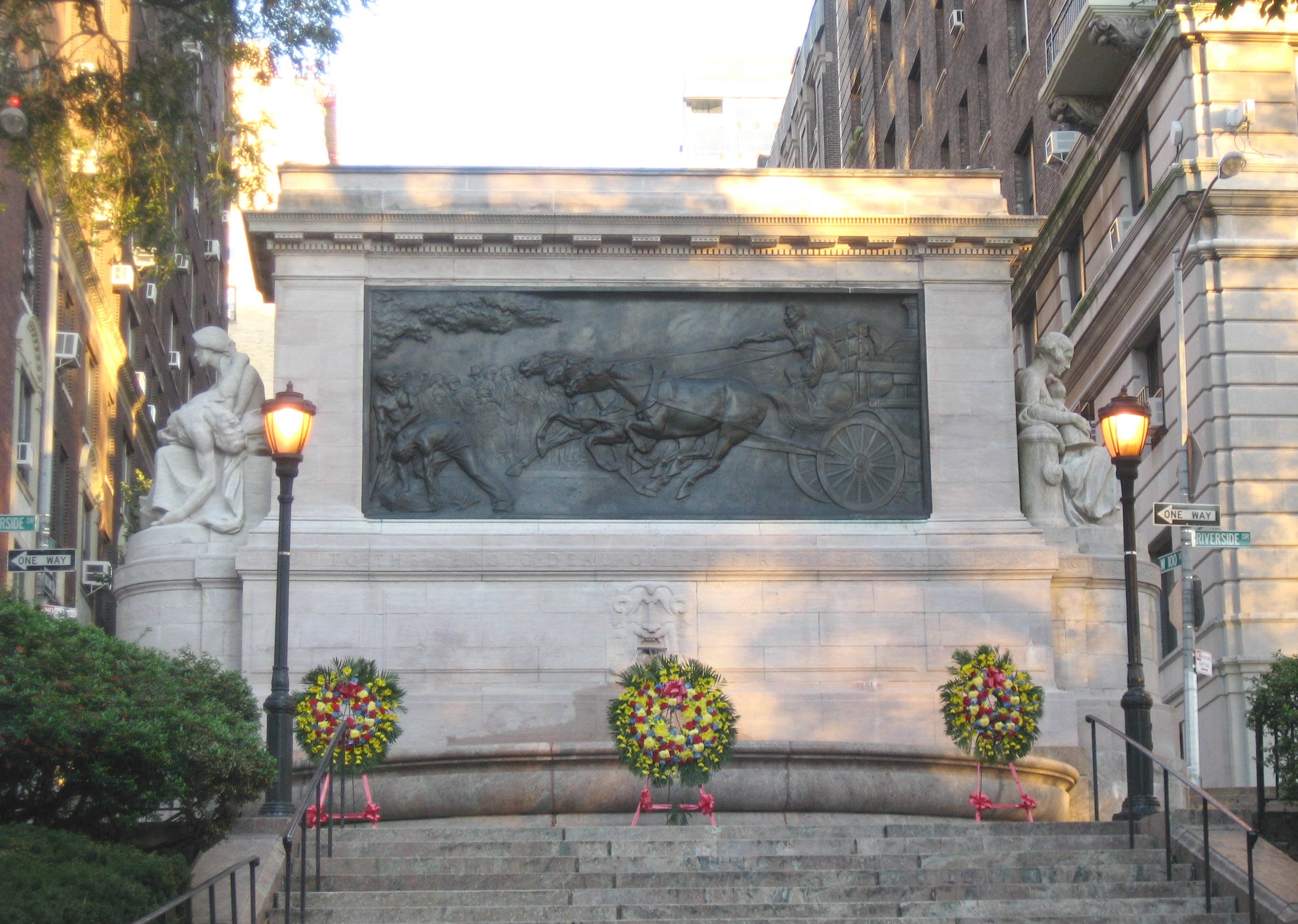
Pomnik Strażaków na Manhattanie.

Alarmy można zgłaszać na cztery sposoby: alarmy telefoniczne, skrzynki alarmowe, alarmy „klasy 3”, alarmy słowne.
- Alarmy telefoniczne są najczęstszą metodą kontaktu ze strażą pożarną. Alarm telefoniczny to alarm, w którym zgłaszający używa telefonu do wybrania jednego z trzech typów numerów: Pierwszy to 911, na który odpowiadają operatorzy Departamentu Policji Nowego Jorku (NYPD). Operatorzy przekażą następnie połączenie do biura łączności straży pożarnej. Drugi polega na wybraniu numeru „0”, który kieruje połączenie do operatora firmy telekomunikacyjnej, który następnie przekazuje połączenie do dyspozytorów straży pożarnej we właściwej dyspozytorni. Trzeci to specjalny siedmiocyfrowy numer telefonu, publikowany w każdej jednostce administracyjnej w celu zgłaszania pożarów. Numer ten umożliwia bezpośredni kontakt z dyspozytornią łączności straży pożarnej danego obszaru.
- Drugą najczęstszą metodą kontaktu ze strażą pożarną są skrzynki alarmowe. Skrzynki sygnalizacji pożaru FDNY znajdują się na niektórych rogach ulic oraz w niektórych budynkach użyteczności publicznej, takich jak szkoły i szpitale, a także wzdłuż autostrad, na mostach itp. Skrzynki te składają się głównie z dwóch typów. Pierwsza to skrzynka mechaniczna, w której mechanizm sprężynowy na przemian otwiera i zamyka obwód elektryczny, udostępniając w ten sposób zakodowany numer powiązany z konkretną lokalizację skrzynki. Drugi typ to skrzynka wyposażona w przyciski umożliwiające bezpośrednią komunikację głosową[23].
- Alarmy „klasy 3” są mniej powszechne i są przekazywane za pośrednictwem komercyjnych firm alarmowych. Firmy te monitorują instalacje przeciwpożarowe i czujniki dymu w obiektach niepublicznych, takich jak: fabryki, magazyny, sklepy, biurowce. Po otrzymaniu alarmów przekazują informacje do centrali FDNY, zwykle za pośrednictwem specjalnych linii telefonicznych.
- Alarmy ustne są najrzadziej powszechnym sposobem zgłaszania pożarów lub sytuacji awaryjnych. Zazwyczaj obejmują przekazywanie informacji bezpośrednio do remiz lub kompanii strażackich. Może to obejmować zdarzenia zaobserwowane przez same jednostki straży pożarnej, gdy są one z dala od swoich kwater.

## Kompanie strażackie i jednostki specjalistyczne/wsparcia

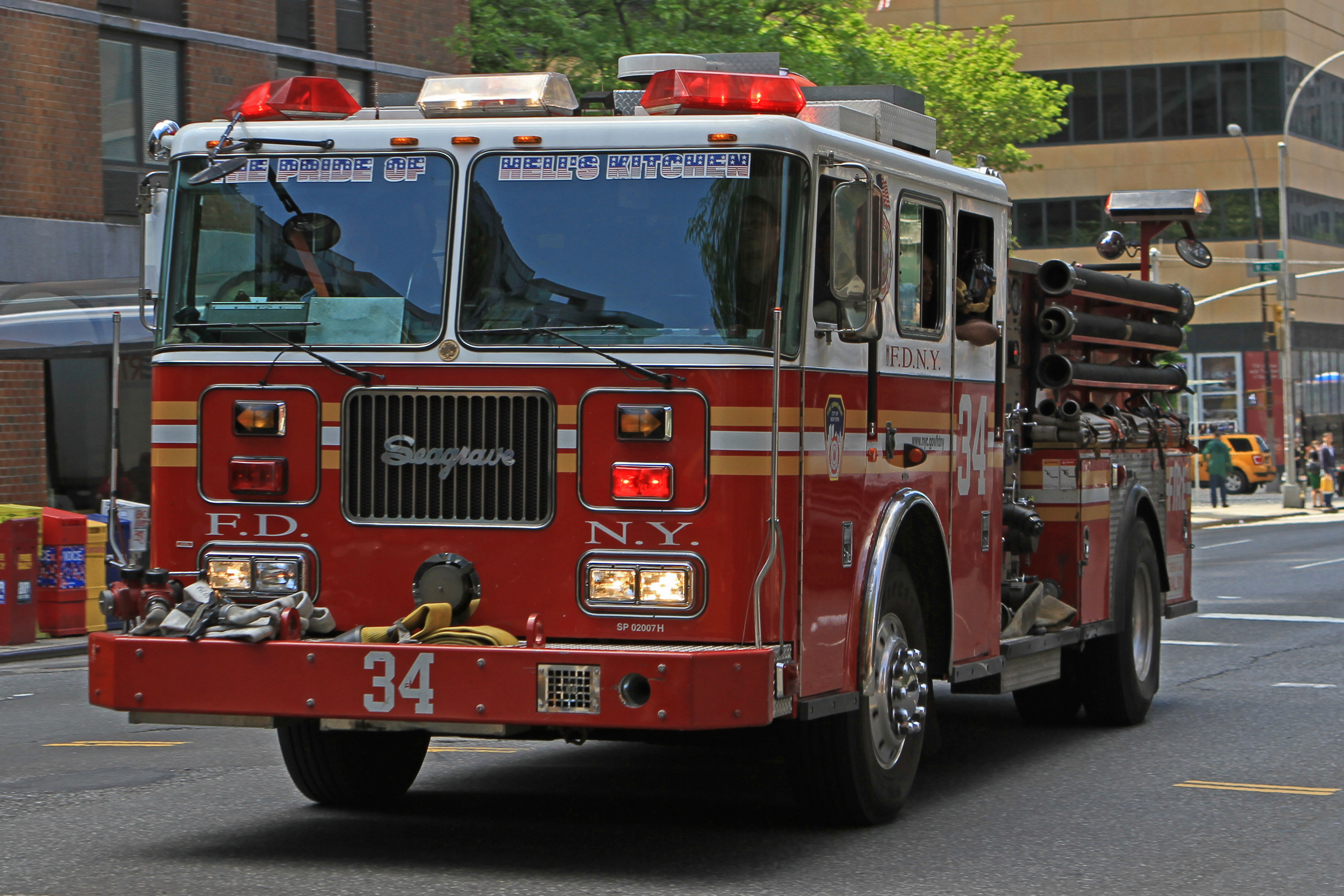
Kompania silnikowa (gaśnicza – Engine Company 34 z siedzibą na Manhattanie)

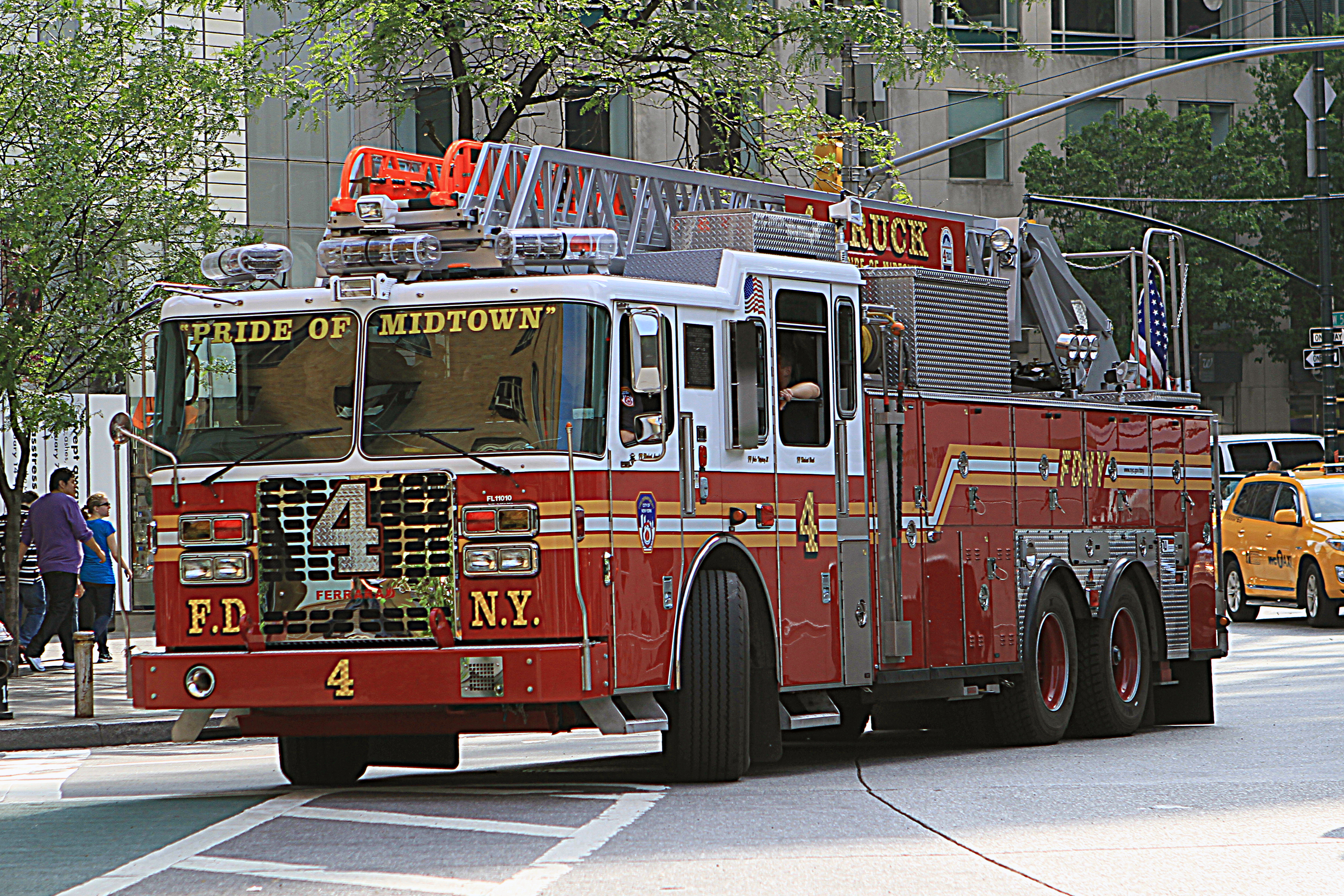
Kompania drabinowa (Ladder Company 4 z siedzibą na Manhattanie)

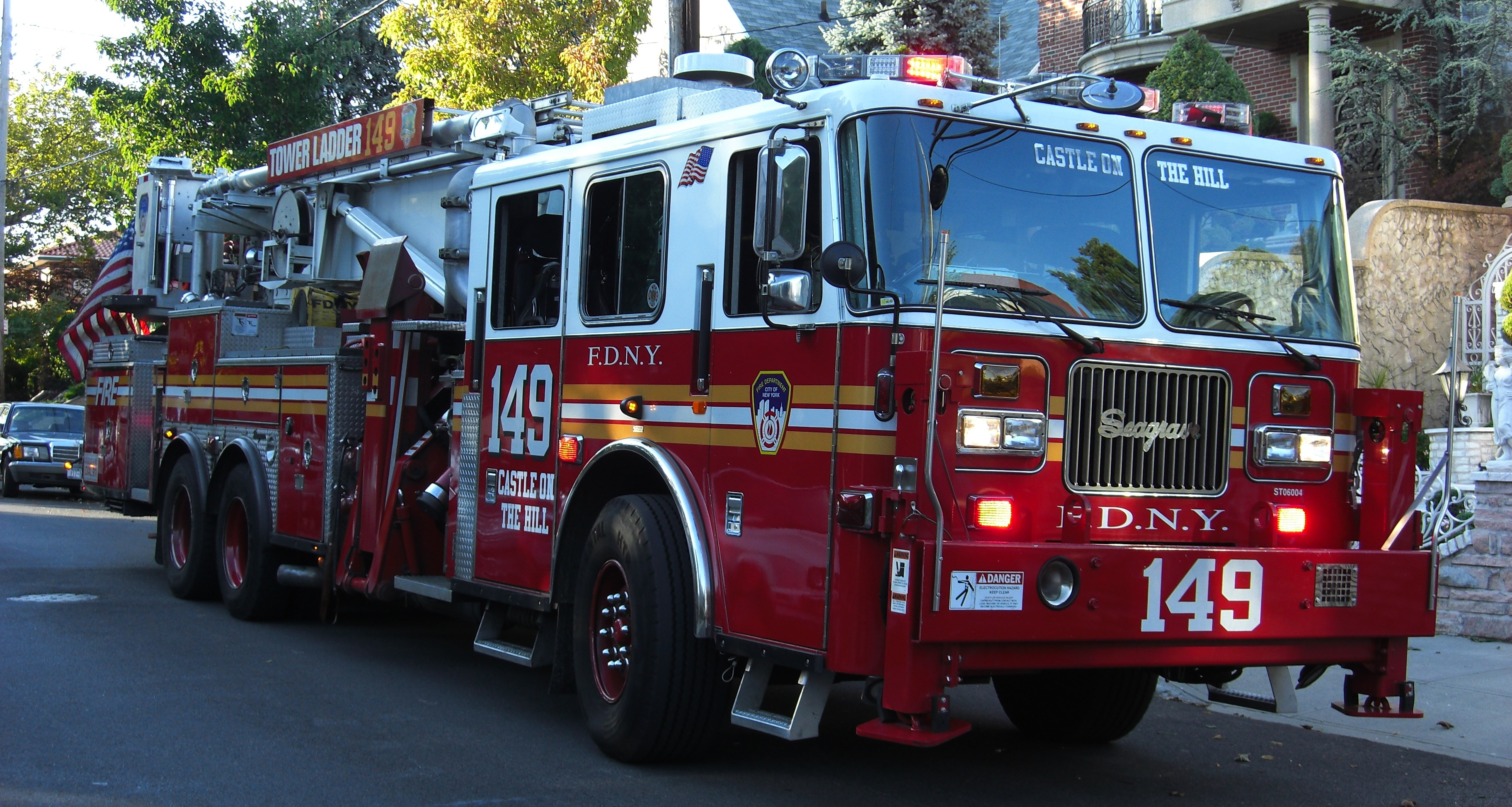
Kompania drabinowa (Ladder Company 149 z siedzibą na Brooklynie)

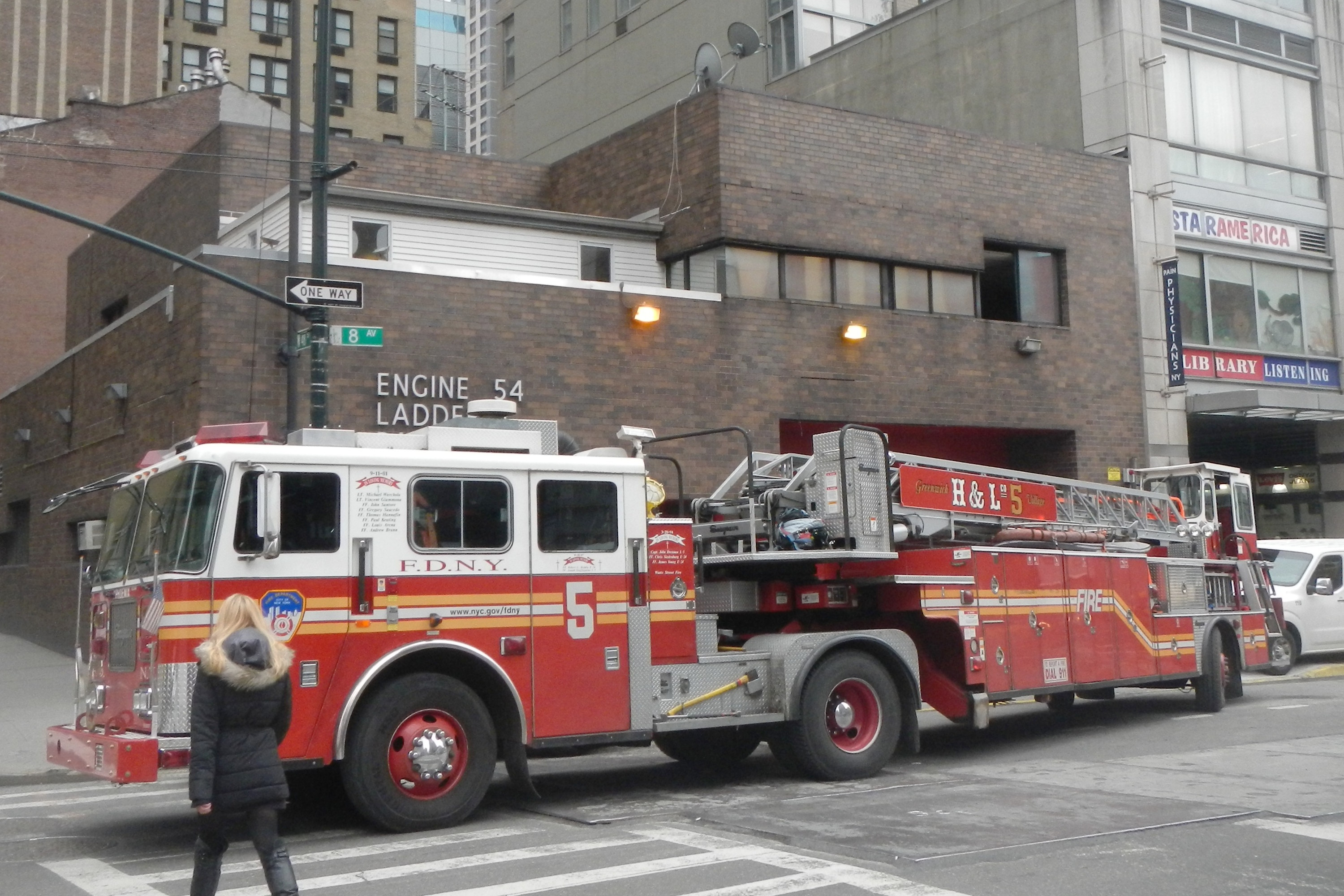
Kompania drabinowa (Ladder Company 5 z siedzibą na Manhattanie)

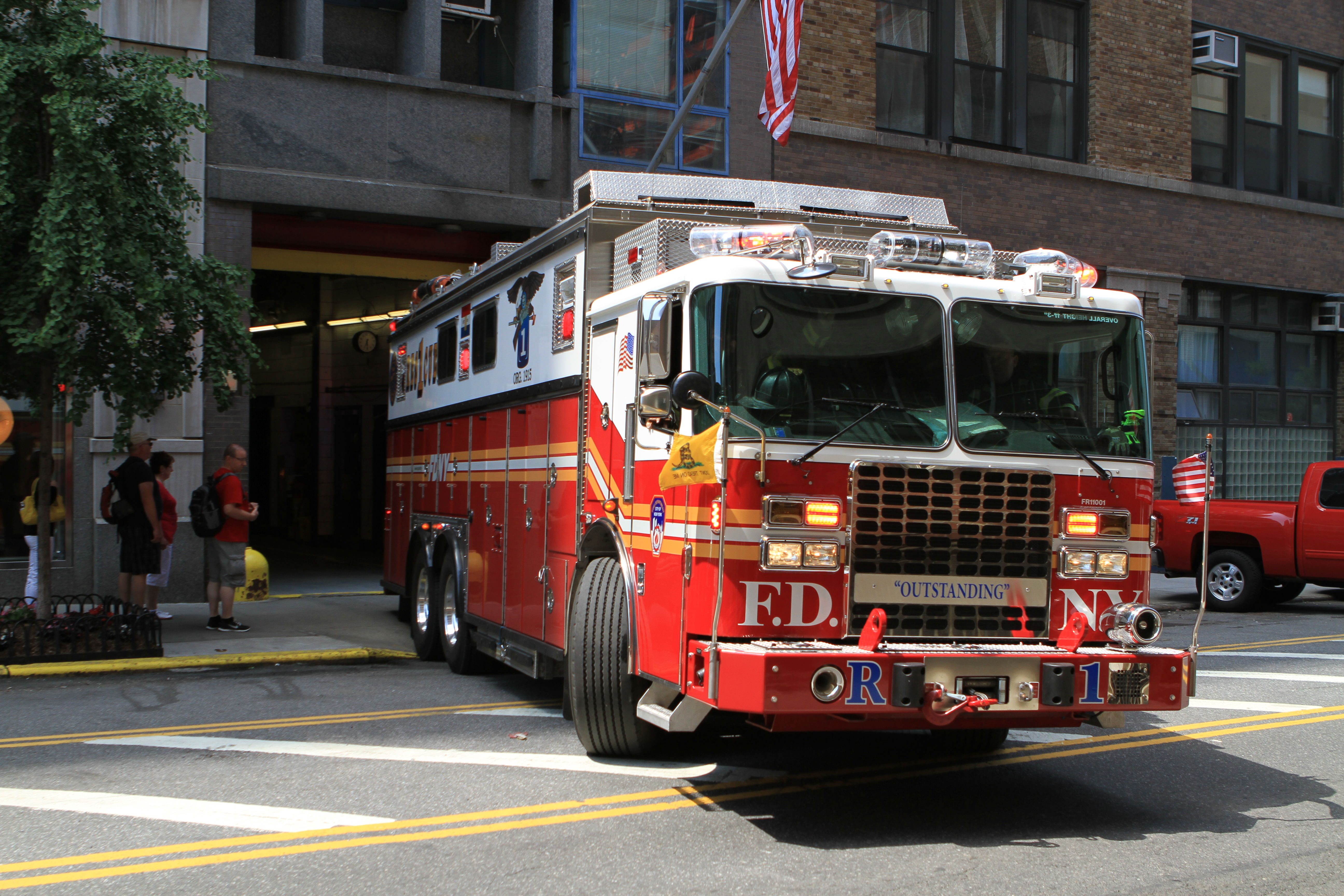
Kompania ratownicza (Rescue Company 1)

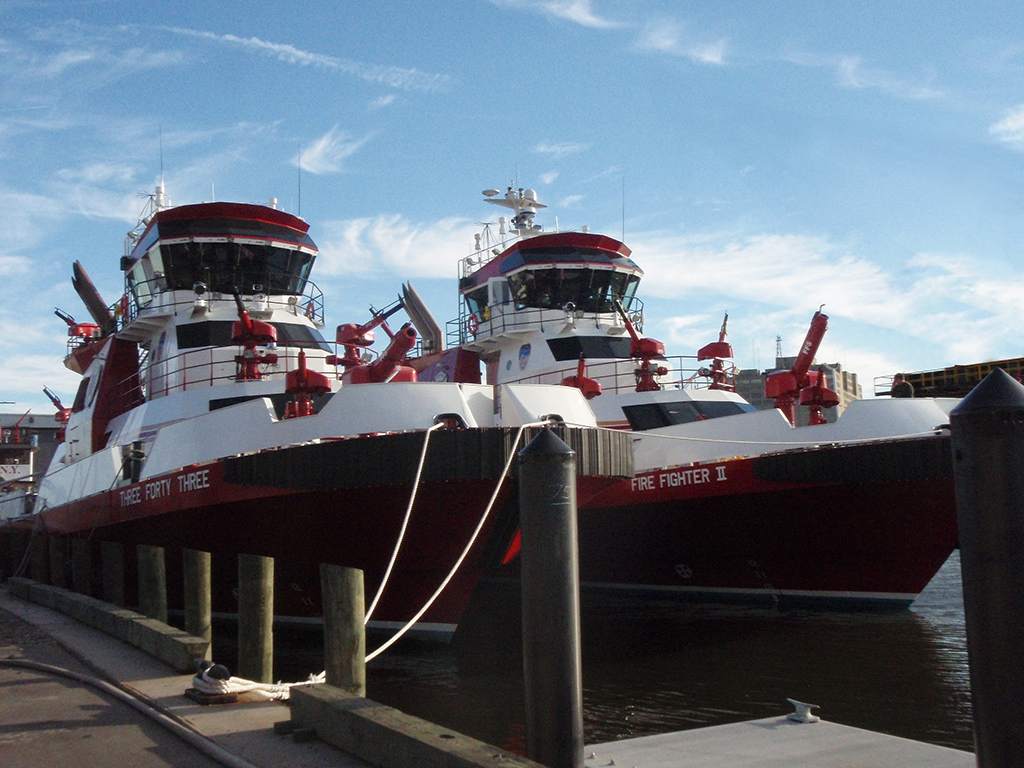
Łodzie strażackie stacjonujące w porcie w Nowym Jorku

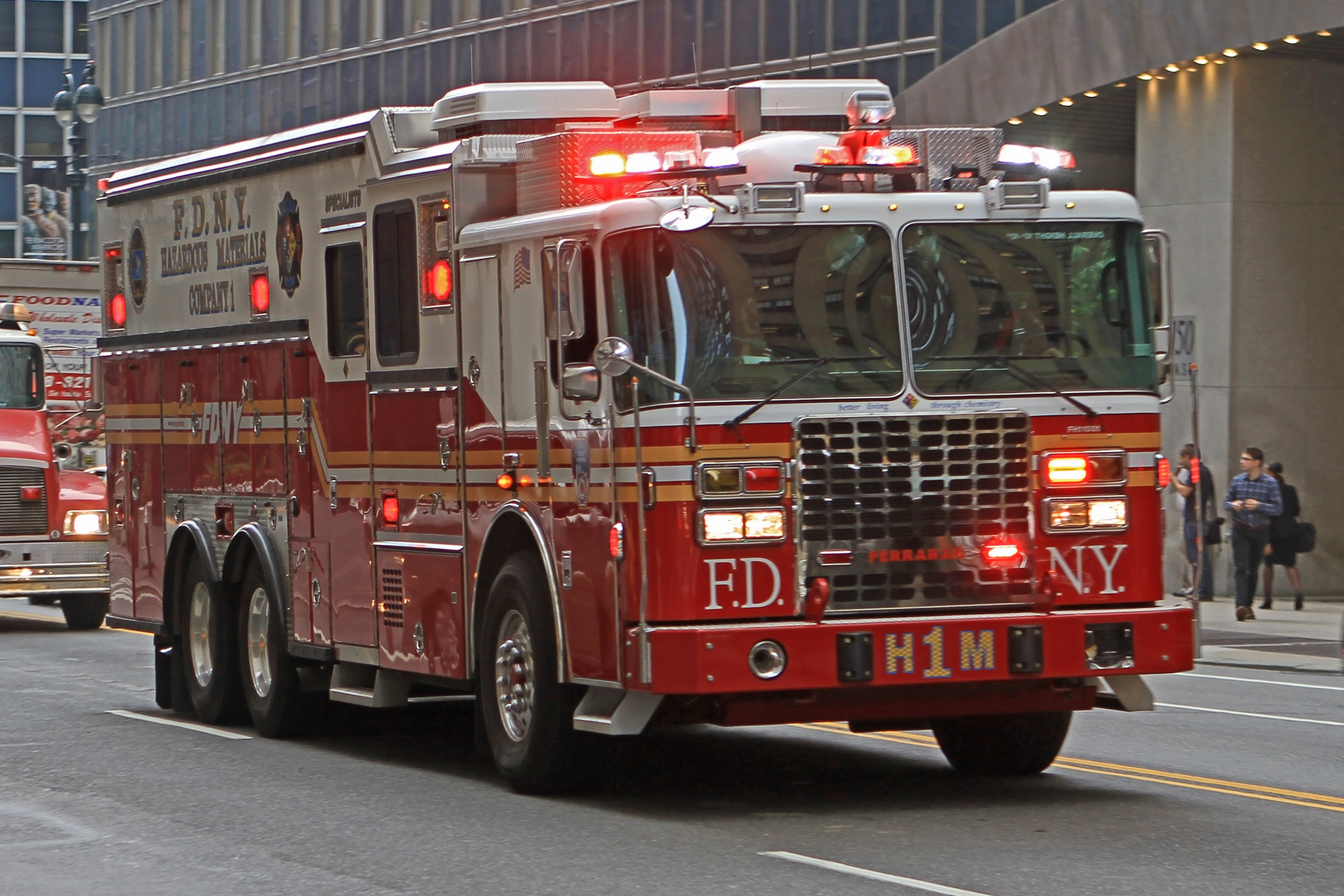
Haz-Mat 1, z siedzibą w Queens, odpowiada na wszystkie główne zgłoszenia dotyczące materiałów niebezpiecznych w całym mieście

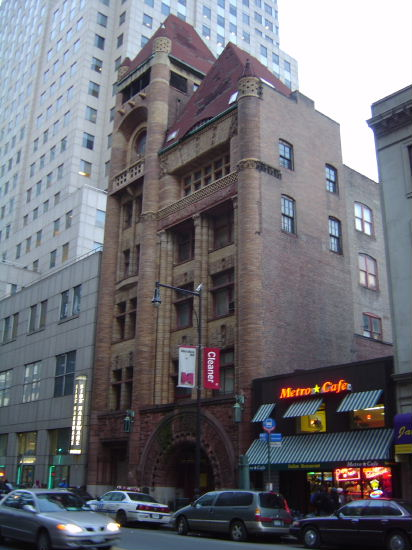
Stara komenda straży pożarnej na Brooklynie

Straż pożarna miasta Nowy Jork składa się z kompanii strażackich. Każda obsługuje jeden typ wozu strażackiego i ma cztery zmiany strażaków. Odpowiada na wezwania alarmowe z jednej z 219 strażnic w mieście.
Obecnie w nowojorskiej straży pożarnej działa sześć różnych typów kompanii strażackich, z których każda obsługuje różne rodzaje pojazdów. FDNY to:
- 197 kompanii silnikowych (gaśnicze),
- 143 kompanii drabinowych,
- 5 kompanii ratowniczych,
- 8 kompanii zespołowych,
- 3 kompanie morskie (łodzie strażackie),
- kompania materiałów niebezpiecznych (haz-mat).

Oprócz tych sześciu typów kompanii strażackich istnieje wiele innych wyspecjalizowanych jednostek obsługiwanych przez Dowództwo Operacji Specjalnych (SOC).

### Kompanie silnikowe (pożarowe)
Mają za zadanie gaszenie pożaru, obejmuje to:
- zabezpieczenie źródła wody z hydrantu przeciwpożarowego,
- uruchomienie połączeń,
- ugaszenie pożaru.

Jednostki te reagują również na inne sytuacje awaryjne. Samochód zawiera pompę (zwykle 1 000–2 000 galonów na minutę. 1000 galonów to ok. 4,5 tys. litrów), zbiornik na wodę (zwykle 500 galonów ok. 2270 litrów), węże strażackie o różnych średnicach, artykuły ratownictwa medycznego, drabiny oraz asortyment podstawowych narzędzi gaśniczych i ratowniczych.

### Kompanie drabinowe
Mają za zadanie wejścia siłowe, poszukiwania i ratownictwo, wentylację i operacje z drabinami na miejscu pożaru. Reagują także na różne sytuacje kryzysowe. Są używane trzy typy pojazdów:
- z drabiną o długości 100 stóp (ok. 30 metrów);
- drabiną wyposażoną w wysięgnik teleskopowy o długości 75 stóp (ok. 22,8 metrów) lub 95 stóp (ok. 28,9 metrów) i kosz;
- z przyczepą ciągnikową, wyposażona w 100-stopową drabinę. Na końcu przyczepy jest dodatkowy strażak, kierujący przyczepą.

Wyposażone są w różne narzędzia do siłowego wejścia, sprzęt wentylacyjny, sprzęt do radzenia sobie z szeregiem pożarów, ratownictwem technicznym i innymi sytuacjami awaryjnymi, w tym wypadkami samochodowymi.

### Kompanie ratownicze
W skład wchodzą specjalnie przeszkoleni i najbardziej doświadczeni członkowie nowojorskiej straży pożarnej. Zadaniem jest reagowanie i radzenie sobie z trudnymi zdarzeniami pożarowymi i ratowniczymi, które wykraczają poza zakres i obowiązki standardowej kompanii. Dysponują samochodami ratowniczymi, potocznie zwanymi „skrzyniami narzędziowymi na kółkach”, które przewożą szeroką gamę specjalistycznych narzędzi.
Są wykorzystywani w:
- katastrofach budowlanych,
- eksplozjach,
- osunięciach ziemi,
- ratownictwu w przestrzeni zamkniętej,
- ratownictwu wodnym.

Reagują również na wszystkie pożary budynków w swoim okręgu. W FDNY działa 5 kompanii ratowniczych: Każda kompania ratownicza posiada również dodatkowy pojazd ratowniczy z narzędziami (Collapse Rescue). Posiadają:
- hydrauliczne systemy ratownicze (rozpieracze, obcinaki, siłowniki, narzędzia wielofunkcyjne itp.),
- poduszki powietrzne,
- piły,
- sprzęt pneumatyczny i elektryczny oraz akumulatorowy do: łamania, cięcia i odpryskiwania,
- palniki do cięcia,
- linowy sprzęt,
- sprzęt do ratownictwa medycznego
- oraz inne specjalistyczne narzędzia i sprzęt.

### Kompanie zespołowe
Składają się ze specjalnie przeszkolonych strażaków nowojorskiej straży pożarnej. Zostały początkowo utworzone, aby służyć jako „dostawcy zasobów ludzkich” w celu uzupełnienia pozostałych kompanii. Obecnie mogą pełnić funkcję kompanii silnikowych lub kompanii drabinowych na miejscu pożaru lub innych sytuacji awaryjnych. Są one również wyposażone w ten sam sprzęt i specjalistyczne narzędzia, co kompanie ratownicze. Członkowie kompanii zespołowej są przeszkoleni w zakresie łagodzenia skutków incydentów z materiałami niebezpiecznymi (haz-mat), co stanowi uzupełnienie jedynej kompanii haz-mat. W FDNY jest 8 kompanii drużynowych:

### Kompania zajmująca się materiałami niebezpiecznymi
Haz-Mat 1 (z siedzibą w Queens), reaguje na wszystkie główne incydenty związane z materiałami niebezpiecznymi w całym mieście, zawalenia się budynków, zdarzenia związane ze skażeniem, katastrofy związane z terroryzmem. Członkowie Haz-Mat Company 1 są doświadczeni i specjalnie przeszkoleni do radzenia sobie w niebezpiecznych sytuacjach.

### Łodzie strażackie
FDNY obsługuje przez cały rok trzy łodzie strażackie klasy I jako kompanie morskie:
- Kompania Morska nr 1 – obsługująca rzekę Hudson.
- Kompania Morska nr 6 – obsługująca East River.
- Kompania Morska nr 9 – obsługująca Zatokę Nowojorską.

Sezonowe kompanie (zwykle od połowy maja do początku października):
- Kompania Morska nr 3 obsługująca Zatokę Jamajską.
- Kompania Morska nr 4 obsługująca zatokę Eastchester.
- Kompania Morska nr 8 obsługująca linię brzegową Staten Island.

### Oddziały wolontariatu
Oprócz jednostek FDNY jest dziewięć ochotniczych straży pożarnych.

### Inne jednostki

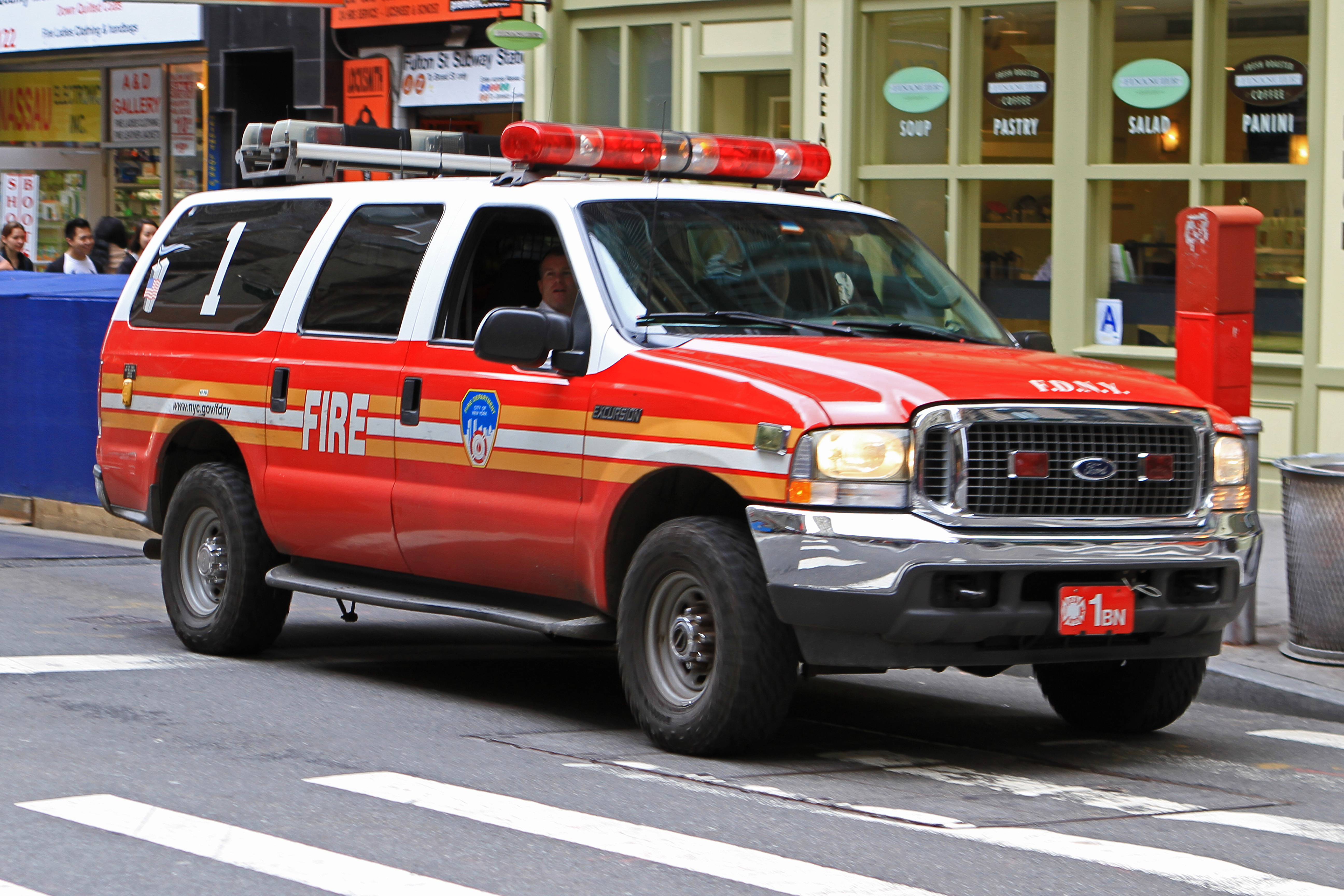
Samochód szefa batalionu

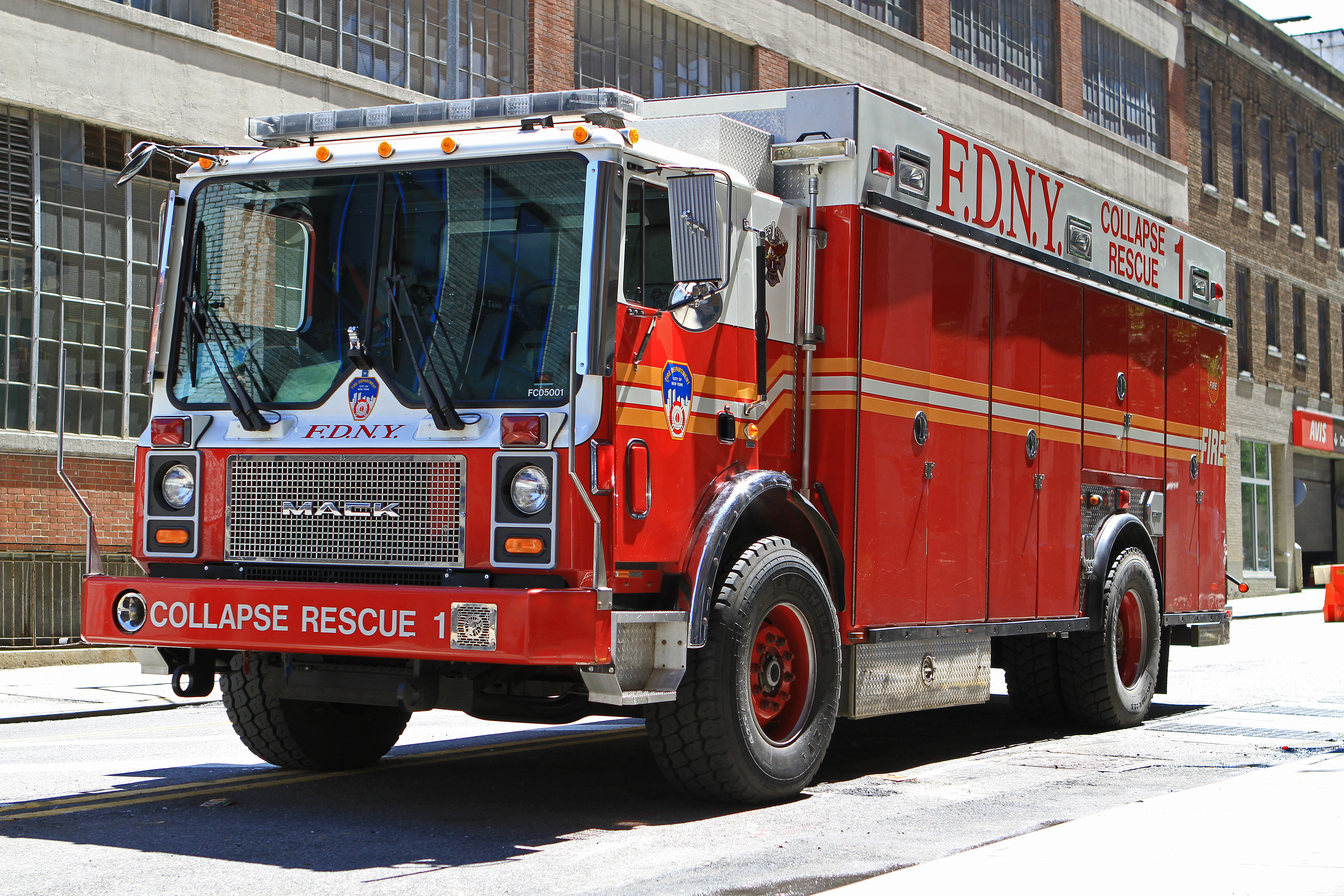
Ciężarówka straży pożarnej

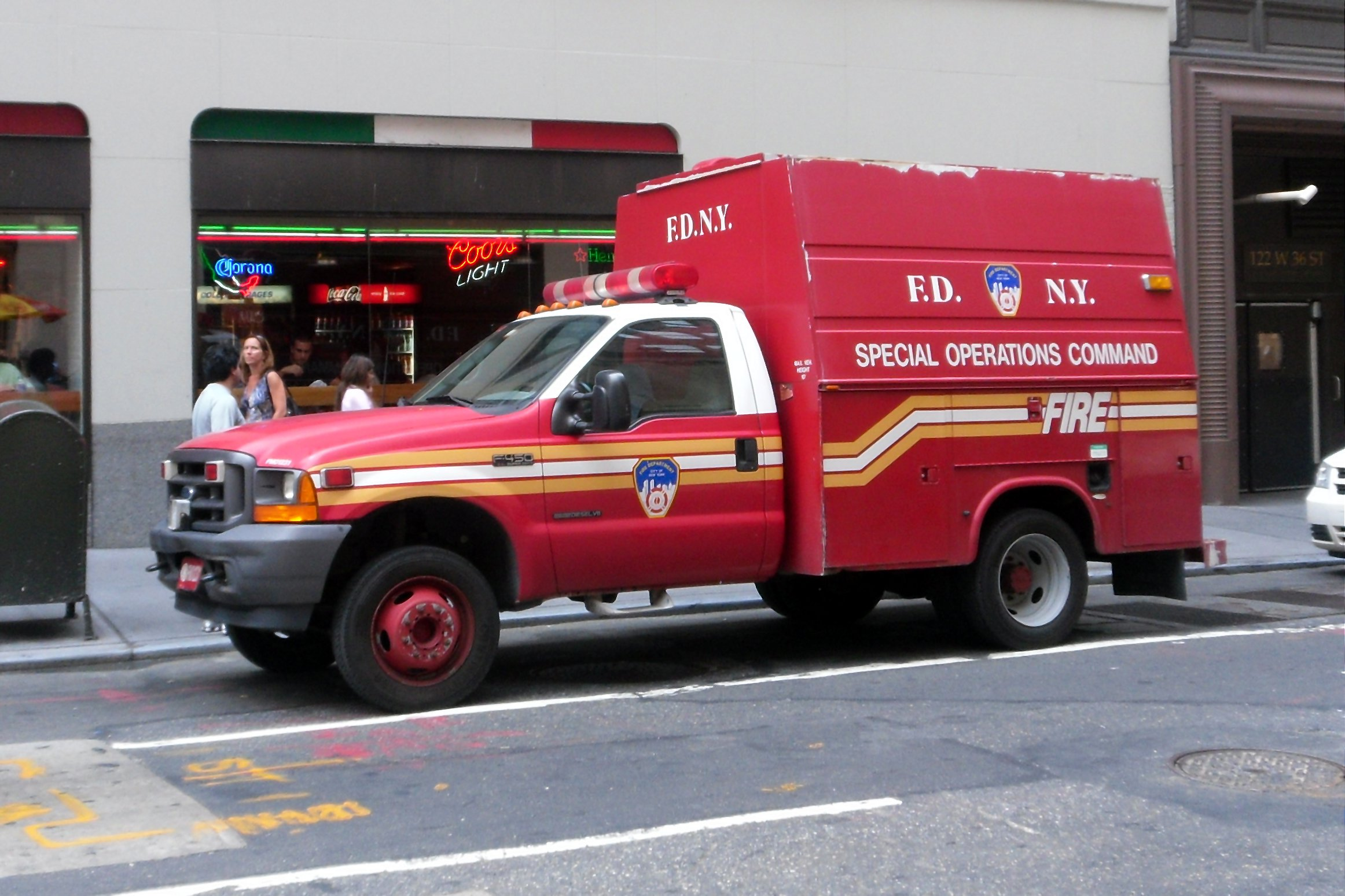
Samochód straży pożarnej

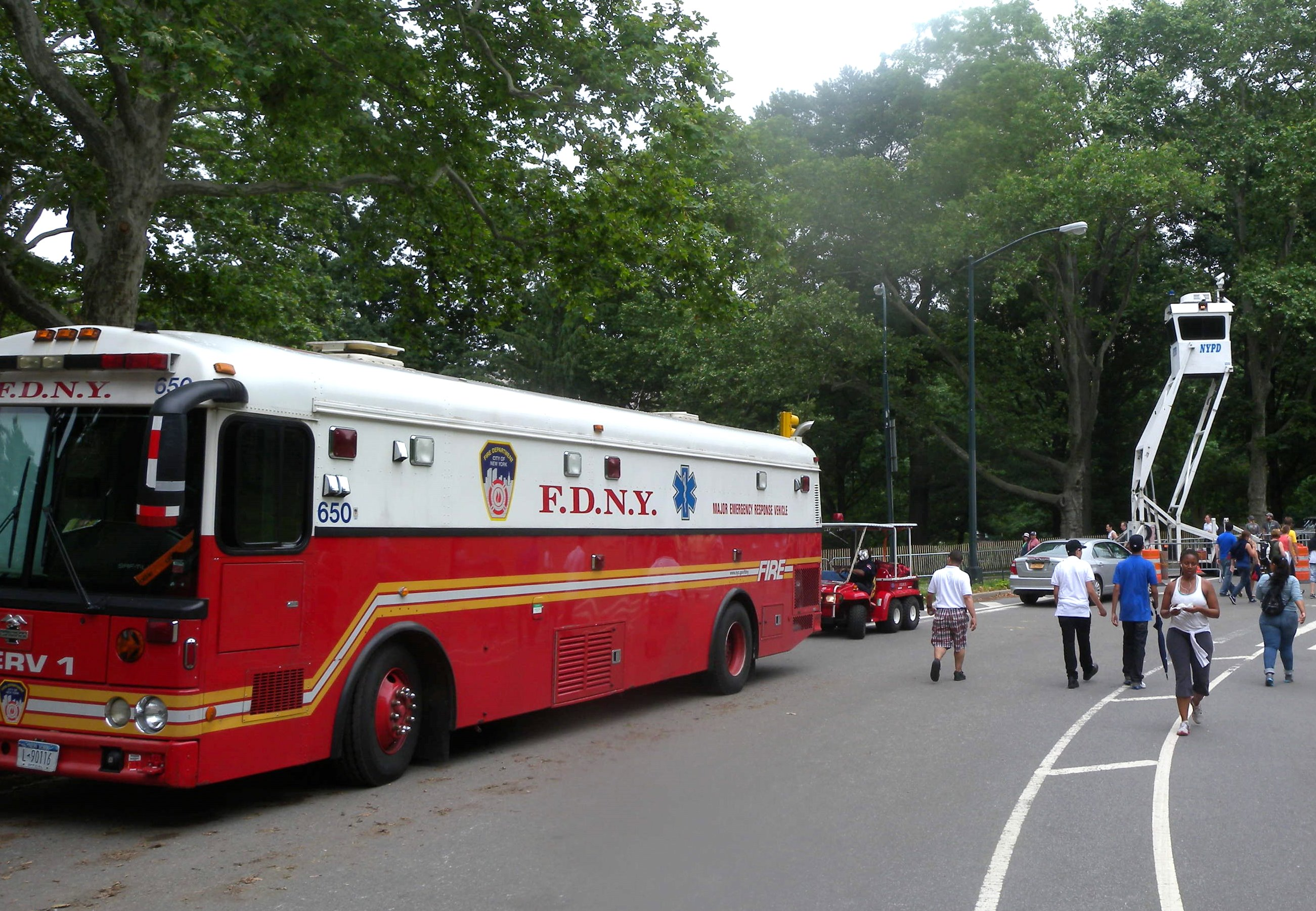
MERV-1

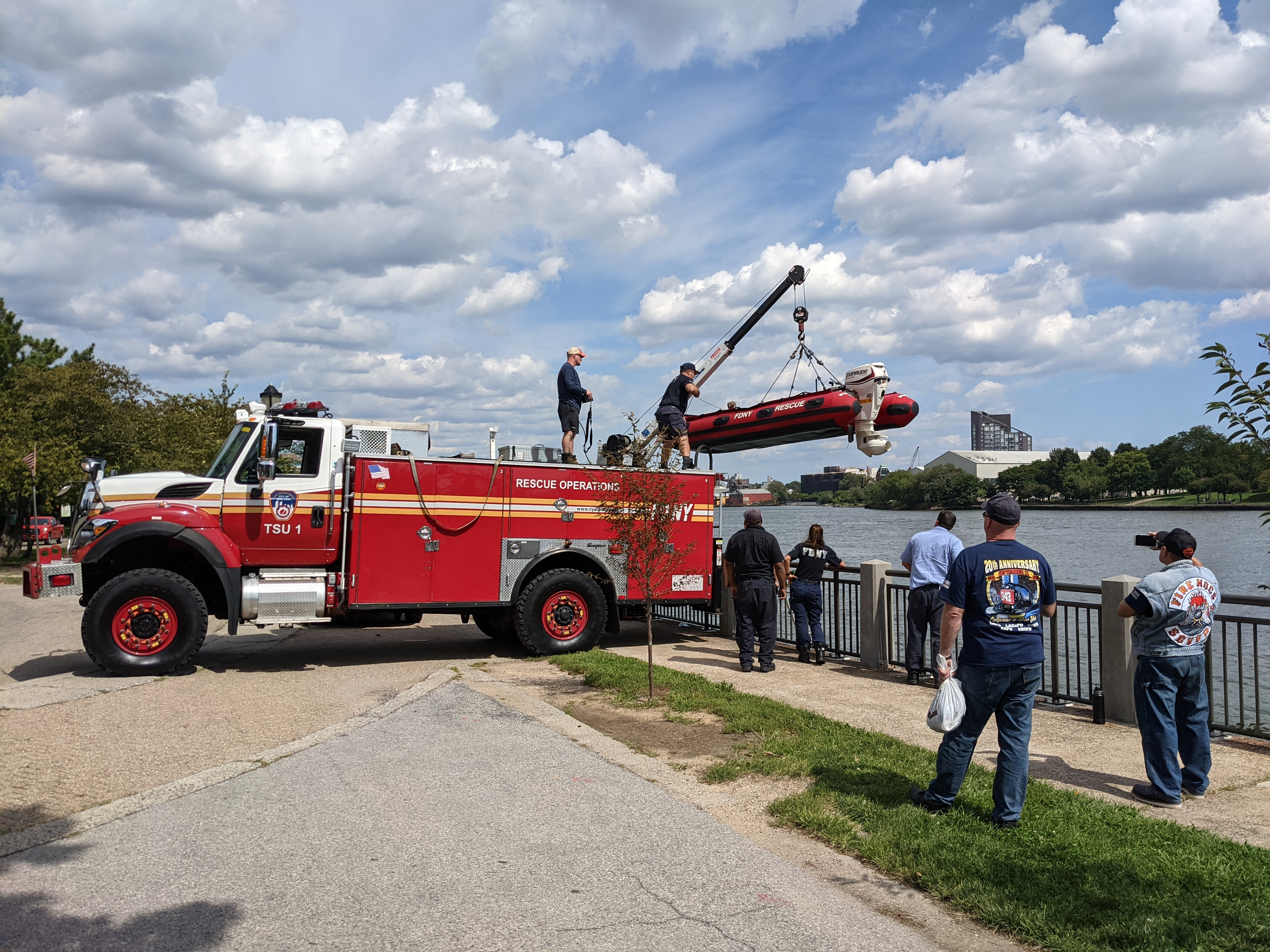
Łódź ratunkowa opuszczana do East River

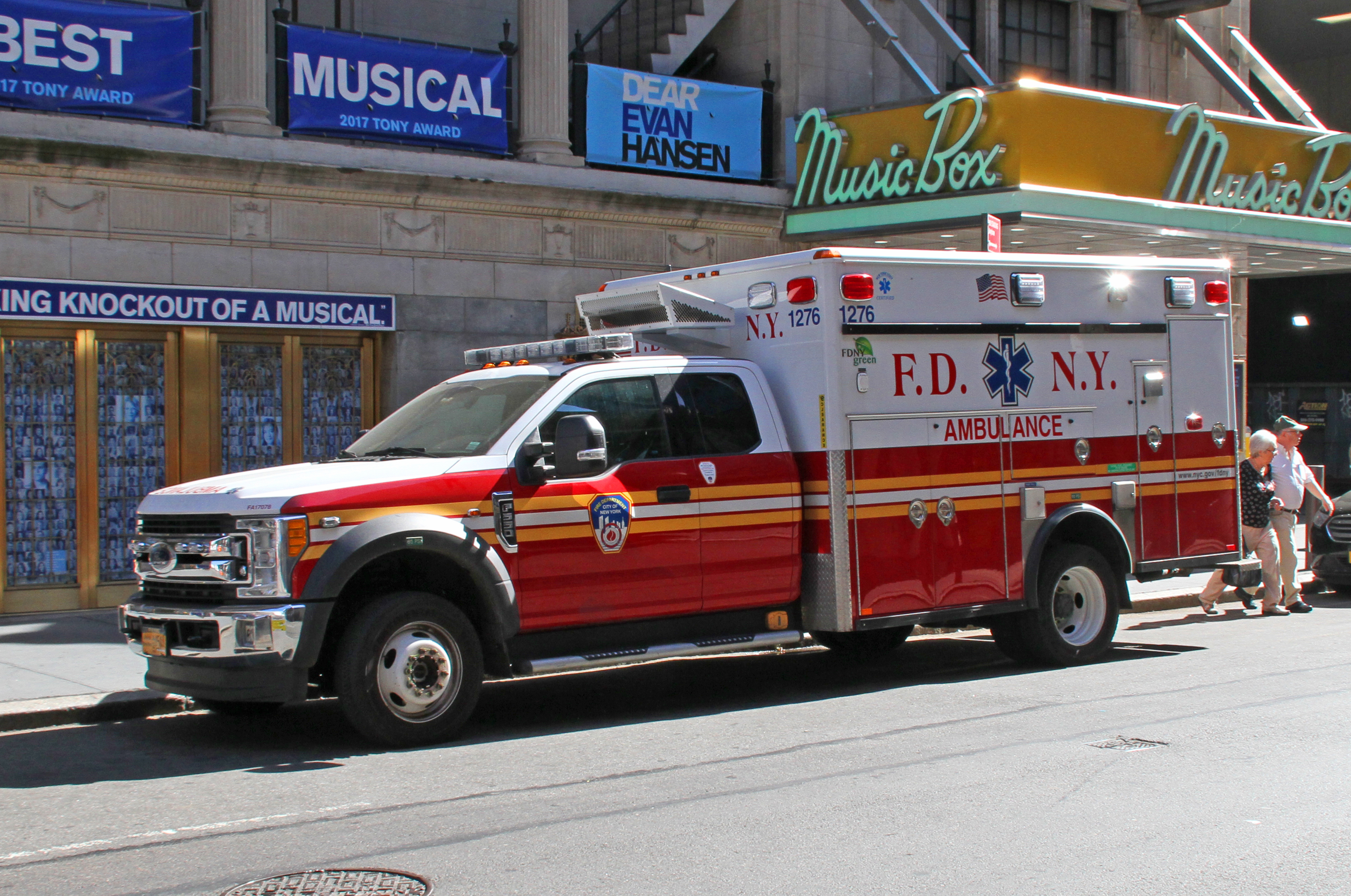
Ambulans Ford F-550

- Szef dywizji: Po dotarciu na miejsce zdarzenia przejmuje rolę pojazdu dowodzenia.
- Szef batalionu: Po dotarciu na miejsce zdarzenia przejmuje rolę pojazdu dowodzenia.
- Jednostka serwisująca maski (Mask Service Unit): Jednostka serwisująca maski to pojazd wyposażony w sprzęt do napełniania butli z powietrzem.
- Jednostka rekonwalescencji i opieki (Recuperation and Care Unit): Jednostka rekonwalescencji i opieki wykorzystuje pojazd specjalnie wyposażony w sprzęt umożliwiający rehabilitację strażaków po poważnym wypadku.
- Jednostka komunikacji polowej (Field Communications Unit): Jednostka ds. komunikacji terenowej wykorzystuje pojazd specjalnie wyposażony w sprzęt komunikacyjny, taki jak telefony, szerokopasmowy internet i przenośne radia, a także inny sprzęt. Jego głównym zadaniem jest zapewnienie wsparcia komunikacyjnego dowódcy zdarzenia na miejscu zdarzenia w przypadku poważnych incydentów.
- Jednostka wsparcia (Satellite Unit) : Specjalny pojazd strażacki wyposażony w dodatkowy wąż o dużej średnicy, wąż ssący, środek pianowy i pistolet zalewowy.
- Jednostka wsparcia taktycznego (Tactical Support Unit) : Jednostka wsparcia taktycznego wykorzystuje pojazd 4x4 wyposażony w narzędzia do wydobywania, piły ratownicze, generatory oraz inne narzędzia i sprzęt.
- Jednostka rozmrażająca (Thawing Unit): Jednostki rozmrażające to pojazdy przewożące przenośny kocioł wytwarzający parę; jego para pod wysokim ciśnieniem służy do rozmrażania zamarzniętych hydrantów[24], przyłączy i przewodów elastycznych[25] oraz służy do utrzymywania sprzętu w stanie wolnym od lodu[26].
- Jednostka terenowa (Brush Fire Unit): Wykorzystuje pojazd będący jednostką terenową z napędem na cztery koła, używaną do dotarcia do obszarów pagórkowatych, odległych i podmokłych w celu gaszenia pożarów chwastów, trawy i innej roślinności. Oprócz zwykłego sprzętu gaśniczego posiada: grabie, łopaty i gaśnice plecakowe, przewozi także własną wodę.
- inne jednostki specjalistyczne FDNY.